# اختراعات دوران طلایی اسلام
دوران طلایی اسلام، اصطلاحاً به حدود ۵ قرن از زمان تأسیس دارالحکمه ‌در بغداد در حدود ۷۶۰ میلادی تا سقوط بغداد در ۱۲۵۸ میلادی و تخریب دارالحکمه توسط مغولان گفته می‌شود. در این مدت دارالحکمه مرکز ملاقات دانشمندان سراسر جهان و تبادل علمی بود و مخصوصاً از طریق نهضت ترجمه بیشتر متون علمی ادبی دنیا به زبان عربی ترجمه شدند، مسلمین ابداعات سراسر دنیا را استفاده کرده، آن‌ها را ارتقا داده و اختراعات زیادی داشتند.

## مقدمه
اختراعات دانشمندان مسلمان عموماً در نسخهٔ خطی کتاب‌های به‌جای مانده یافت می‌شوند که طی دو قرن اخیر توسط کلکسیونرهای غربی خریداری شده و توسط دانشمندان غربی مستقیماً ترجمه شده یا توسط آن‌ها به دانشجویان ایرانی یا عربی به عنوان پروژه داده شده است که با بهره‌گیری از گویش زبان مادری آن‌ها، این آثار را ترجمه کرده‌اند. با این وجود تعداد زیادی از این نسخه‌های خطی هنوز بازیابی و خوانده نشده‌اند که این نشان می‌دهد ما هنوز میزان کمی از ابداعات دانشمندان گذشته را می‌دانیم.
به گفتهٔ رئیس کتابخانهٔ ملی ایران، بیش از دو میلیون کتاب خطی از دوران طلایی اسلامی باقی مانده است که حدود یک میلیون نسخه در آسیای مرکزی، نیم میلیون نسخه در هند و پاکستان و ده‌ها هزار نسخه در کتابخانه‌های فرانسه، اسپانیا، بریتانیا و دانشگاه میشیگان قرار دارند.

## روش علمی
مهم‌ترین خدمت دانشمندان مسلمان به دنیا، ابداع روش علمی بود که گزارش شده است که اولین بار توسط ابن هیثم انجام شد. سپس دانشمندان بزرگ دیگری همچون جابر بن حیان، زکریای رازی و سایرین از این طریق به پیشرفت علم کمک کرده‌اند.

## ریاضیات

### حساب هندی-عربی
در سال ۷۷۳ میلادی یا ۱۵۶ هجری قمری، مردی (به‌نام کنکاه) از هندوستان به دربار خلیفه منصور آمد که به محاسبات کتاب سند هند (سدهانت) وارد بود. خلیفه به گروهی به سرکردگی ابراهیم فزاری دستور داد، کتاب را به عربی برگردانند. بعدها خوارزمی دوباره این اثر را تصحیح کرد. و کتاب حساب الهند را در ۸۲۵ میلادی نوشت و الکندی مستقلاً کتاب فی استعمال اعداد الهندی را در ۸۳۰ میلادی نوشت. دو قرن بعد کوشیار گیلانی، کتاب فی اصول حساب الهند را نوشت.
این دانشمندان به تدریج نوشتار هندی را تغییر دادند و به شکل امروزی درآوردند که عددنویسی هندی-عربی نامیده شد و در کشورهای مسلمان اروپا و خاور دور استفاده می‌شود. به حساب هندی ممیز و جذر افزودند و بدین ترتیب معادلات را وارد ریاضیات کردند.

### برهان خلف

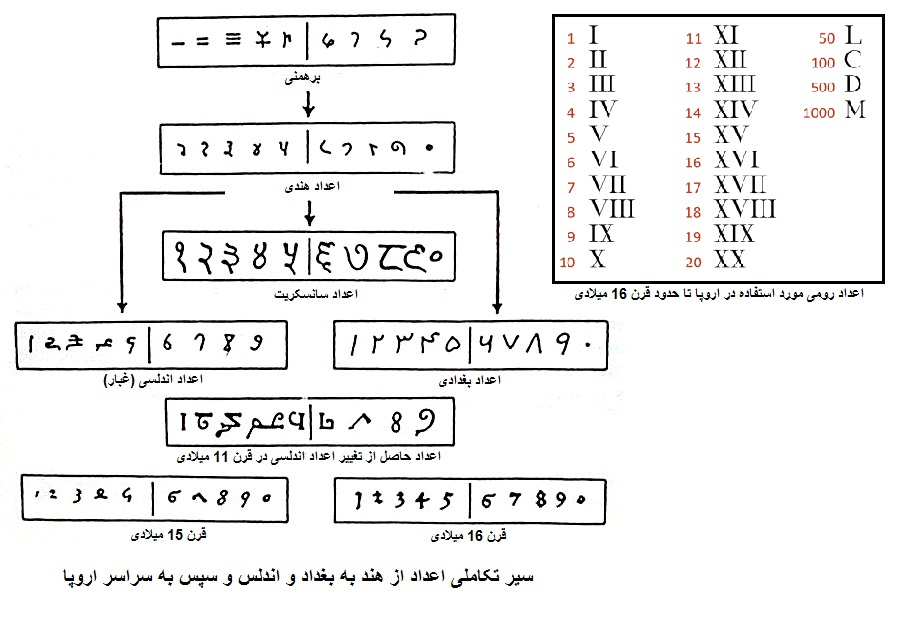
سیر تکاملی سیستم اعداد

اگر ثابت شود نقیض یک گزاره یا قضیه غیرممکن است به‌معنی اثبات آن گزاره یا قضیه است. اولین بار ابن هیثم برهان خلف را ابداع کرد.

### جبر
خوارزمی پدر علم جبر بود که بعدها پایه و اساس ترقیات بشری گشت. نام این علم از عنوان کتاب وی علم الجبر والمقابله گرفته شده است.

### مثلث خیام-پاسکال-نیوتن
عمر خیام و بلز پاسکال و آیزاک نیوتن را کاشف و کامل کنندهٔ این مثلث می‌دانند.

### بسط ثابت
اولین بار توسط ثابت ابن قره ارائه شده است و به‌نام وی شناخته می‌شود.

### اعداد گنگ
ابوکامل نخستین کسی بود که در قرن نهم میلادی اعداد گنگ را ابداع کرد و به‌کار برد.

### اعشار
غیاث‌الدین جمشید کاشانی نخستین کسی بود که در اوایل قرن ۱۵ میلادی علامت اعشاری را به‌کار برد. تا قبل از او اعداد غیر صحیح به‌صورت رقم صحیح به‌همراه یک کسر نمایش داده می‌شدند.

### عدد کسری
محمد بن حصار ریاضی‌دان مراکشی قرن ۱۲ میلادی شیوهٔ نمایش یک کسر به‌صورت صورت و مخرج که توسط یک خط افقی به‌نام خط کسری از هم جدا شده‌اند و تا به امروز استفاده می‌شود را ابداع کرد.

### هندسهٔ سهموی یا هایپربولیک
ابن هیثم، عمرخیام و خواجه نصیرالدین طوسی اولین کسانی بودند که هندسهٔ سهموی را اختراع کردند.

### معادلات کوشی-ریمان
شکل اولیهٔ معادلات کوشی-ریمان را برای اولین بار ابن هیثم مطرح کرد.

### قانون کتانژانت
قانون کتانژانت‌ها اولین بار توسط ابن هیثم مطرح شد.

### اختراع محاسبات عددی
شرف‌الدین طوسی در قرن ۱۲ میلادی، معادلهٔ درجه سوم را به روش محاسبات عددی رافینی - هورنر، ۵ قرن قبل از رافینی و هورنر حل کرد.
غیاث‌الدین جمشید کاشانی، اولین کسی است که معادلهٔ درجه سوم را به روش تکرار ساده حل کرد. پس از او تا قرن ۱۹ میلادی طول کشید که روش تکرار ساده و محاسبات عددی در اروپا کشف شوند.

### روش نیوتون رافسون در محاسبات عددی
در واقع این روش برای یافتن ریشهٔ ان ام یک عدد را باید روش کاشانی نامید چون غیاث‌الدین جمشید کاشانی قرن‌ها قبل از نیوتون رافسون و هنری بریگز آن را یافته بود که در واقع روش استادش شرف‌الدین طوسی بود که وی آن را بهینه کرده بود.

### علم مثلثات
خواجه نصیرالدین طوسی در قرن ۱۳ میلادی در کتاب شکل القطاع، اولین بار مثلثات را به‌عنوان علم مطرح کرد که بخشی از علم ریاضی است.

### فرمول‌های مثلثاتی
محمد بن جابر بن سنان بتانی، اولین کسی بود که در مثلثات، سینوس را تعریف کرد که آن را جیب نامید. بعدها با ترجمهٔ کتاب زیج الصابی، تألیف او این لفظ به‌طور تحت‌الفظی در غرب به سینوس (گریبان -سینه) ترجمه شد و به‌کار رفت. ضلع دیگر همراه آن را کسینوس نامیدند. مماس را تانژانت و عکس آن را کتانژانت نامیدند.
بتانی فرمول‌های مثلثات کنونی را اولین بار ابداع کرد.

### محاسبهٔ عدد پی
غیاث‌الدین جمشید کاشانی در سال ۱۴۲۴ میلادی با استفاده از یک ۸۰۵۳۰۶۳۶۸ (هشتصد و پنج میلیون) ضلعی عدد پی را تا ۱۶ رقم اعشار محاسبه کرد که رکورد او تا ۱۸۰ سال توسط هیچ ریاضی‌دانی شکسته نشد.

### حل معادلهٔ درجه دو از طریق تکمیل مربع

روش تکمیل مربع خوارزمی برای حل معادلهٔ درجه دوم

خوارزمی، اولین کسی بود که در کتاب جبر و مقابله خود توانست معادلهٔ درجه دوم را از طریق هندسی حل کند که به آن حل از طریق ایجاد مربعات و رسیدن به مربع واحد گفته می‌شود.

### حل معادلات درجه سوم
عمر خیام، اولین ریاضی‌دانی بود که معادلهٔ درجه سوم را در قرن یازدهم میلادی حل کرد.

### حل هندسی معادلات درجه سوم

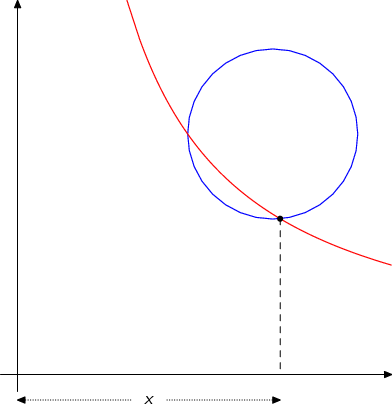
حل هندسی معادلهٔ x^{3} + 2x = 2x^{2} + ۲ توسط عمر خیام در قرن یازدهم میلادی

عمر خیام، اولین ریاضی‌دانی بود که با استفاده از اشکال هندسی و معادلات آن‌ها اقدام به حل معادلهٔ درجه سوم به‌صورت هندسی نمود و جواب‌های معادله را نقاط برخورد دو شکل در نظر گرفت.

### هندسهٔ تحلیلی
عمر خیام با به‌کار بردن معادلات جبری در هندسه در واقع ابداع‌کنندهٔ هندسهٔ تحلیلی، ۶ قرن قبل از رنه دکارت محسوب می‌شود.

### دوجمله‌ای خیام
اولین بار عمر خیام دوجمله‌ای را که بعدها به‌نام پاسکال معروف شد، کشف کرده بود.

### جفت طوسی
خواجه نصیرالدین طوسی برای اولین بار در قرن ۱۳ میلادی کشف کرد که اگر دایره‌ای داخل دایره‌ای بزرگ‌تر که شعاعی ۲ برابر آن دارد بر آن مماس شود، با دوران دایرهٔ کوچک روی محیط دایرهٔ بزرگ، هر نقطه‌ای از دایرهٔ کوچک در مسیر حرکت خود قطری منحصربه‌فرد از دایرهٔ بزرگ را رسم می‌کند. این کشف حرکات ظاهری خطی برخی سیارات را توضیح داد و بعدها مورد استفادهٔ منجمان اروپایی قرار گرفت.
همچنین اخیراً مورد استفاده برای تبدیل حرکت دورانی به خطی قرار گرفته است.

جفت طوسی

پمپ بدون میل‌لنگ با استفاده از ایدهٔ خواجه نصیرالدین طوسی

### قانون کسینوس‌ها
غیاث‌الدین جمشید کاشانی برای اولین بار در قرن ۱۴ میلادی آن را تعریف کرد. به همین دلیل در اروپا به تئوری کاشی هم معروف است. قانون کسینوس‌ها شکل جامع‌تری از قانون فیثاغورس است که اندازهٔ دو ضلع هر نوع مثلث را به کسینوس زاویهٔ میان آن‌ها و اندازهٔ ضلع سوم ربط می‌دهد.

### استقرای ریاضی
در یونان باستان مثال‌های منطقی از کاربرد اصل استقرا وجود دارد ولی نخستین شخصی که از استقرای ریاضی در ریاضیات استفاده کرد، ابوبکر کرجی بود که در حدود ۱۰۰۰ میلادی، این روش را در کتاب الفخری فی صناعة الجبر و المقابله هنگام کار بر روی بسط دوجمله‌ای به‌کار برد.

### تابع f(x)
شرف‌الدین طوسی، اولین ریاضی‌دانی بود که در قرن ۱۲ میلادی یعنی حدود ۵ قرن قبل از گوتفریت لایبنیتس، مفهوم تابع ریاضی را مطرح کرد.

### پرگار کامل

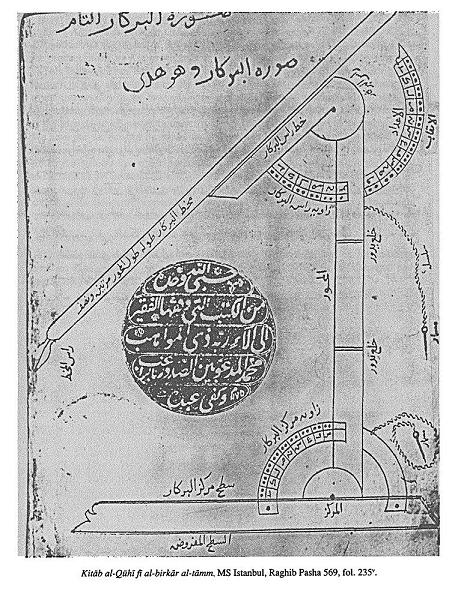
پرگار کامل ابوسهل بیژن کوهی

پرگار کامل یا پرگار تام که یک نوع پرگار گسترش یافته است که قادر به حرکت سه بعدی بوده و علاوه بر رسم دایره قادر به رسم بیضی، سهمی، هذلولی و خط است. کاربرد آن می‌تواند در رسم خطوط هندسی در معماری و کاشی‌کاری اسلامی باشد. این وسیله اولین بار توسط ابوسهل ویجن بن رستم کوهی در قرن نهم میلادی اختراع شد.

### حسابداری
کتاب کلیات جبر و مقابلهٔ خوارزمی، اولین کتابی بود که توسط ریاضیاتی که مسلمانان تکمیل کردند، روش‌های حسابداری را تشریح کرد که امروزه استفاده می‌شوند. مخصوصاً برای حل مسائل ارثی که بسیار پیچیده بودند. فصل آخر کتاب را به ارثیه تخصیص داد که در آنجا حسابداری دوطرفه را ابداع کرده است.

## اخترشناسی
مسلمانان به چند دلیل به شدت به علم اخترشناسی علاقه‌مند بودند:
1. تأکید کتاب مقدس مسلمین بر علم نجوم و قسم یاد کردن آن به مواقع ستارگان و بزرگ خواندن آن در سورهٔ واقعه[۴۲][۴۳]
2. نیاز به یافتن اوقات شرعی برای نماز و روزه
3. نیاز به پیدا کردن مسیرها برای زیارت و تجارت

### رصدخانه
اولین رصدخانهٔ جهان یعنی رصدخانهٔ الشمسیه در ۸۲۵ میلادی در بغداد ساخته شد.

### جداول زیج
منجمان مسلمان اولین کسانی بودند که اقدام به ایجاد جداول زیج نمودند که در آن نام و مکان ستارگان، سیارات و زمان‌های پیدایش آن‌ها ضبط می‌شد. این جداول همواره توسط منجمان بعدی با رصدهای جدید که انجام می‌دادند، کامل‌تر می‌شدند و ده‌ها زیج از آن‌ها به‌جای مانده که از دو قرن پس از ظهور اسلام آغاز شده تا زمان حاضر ادامه پیدا می‌کند.

### کشف آندرومدا
عبدالرحمن صوفی در سال ۹۶۴ میلادی اولین بار کهکشان آندرومدا را از فاصله ۲٫۵ میلیون سال نوری از زمین کشف کرد.

### فاصلهٔ زمین از خورشید
ثابت بن قره، اولین کسی بود که در اواسط قرن نهم میلادی فاصلهٔ زمین تا خورشید را اندازه گرفت.

### محاسبهٔ طول سال خورشیدی
ثابت ابن قره، اولین کسی بود که طول سال انتقالی را به دقت اندازه گرفت و میزان آن را ۳۶۵ روز، ۶ ساعت، ۹ دقیقه و ۱۲ ثانیه اعلام کرد.

### ابزارهای نجومی

#### اسطرلاب
نمونه‌ای اولیه از اسطرلاب توسط یونانیان اختراع شده بود که محمد بن ابراهیم فزاری، اولین کسی بود که در قرن ۸ میلادی شروع به تکمیل اسطرلاب کرد.

#### اختریاب

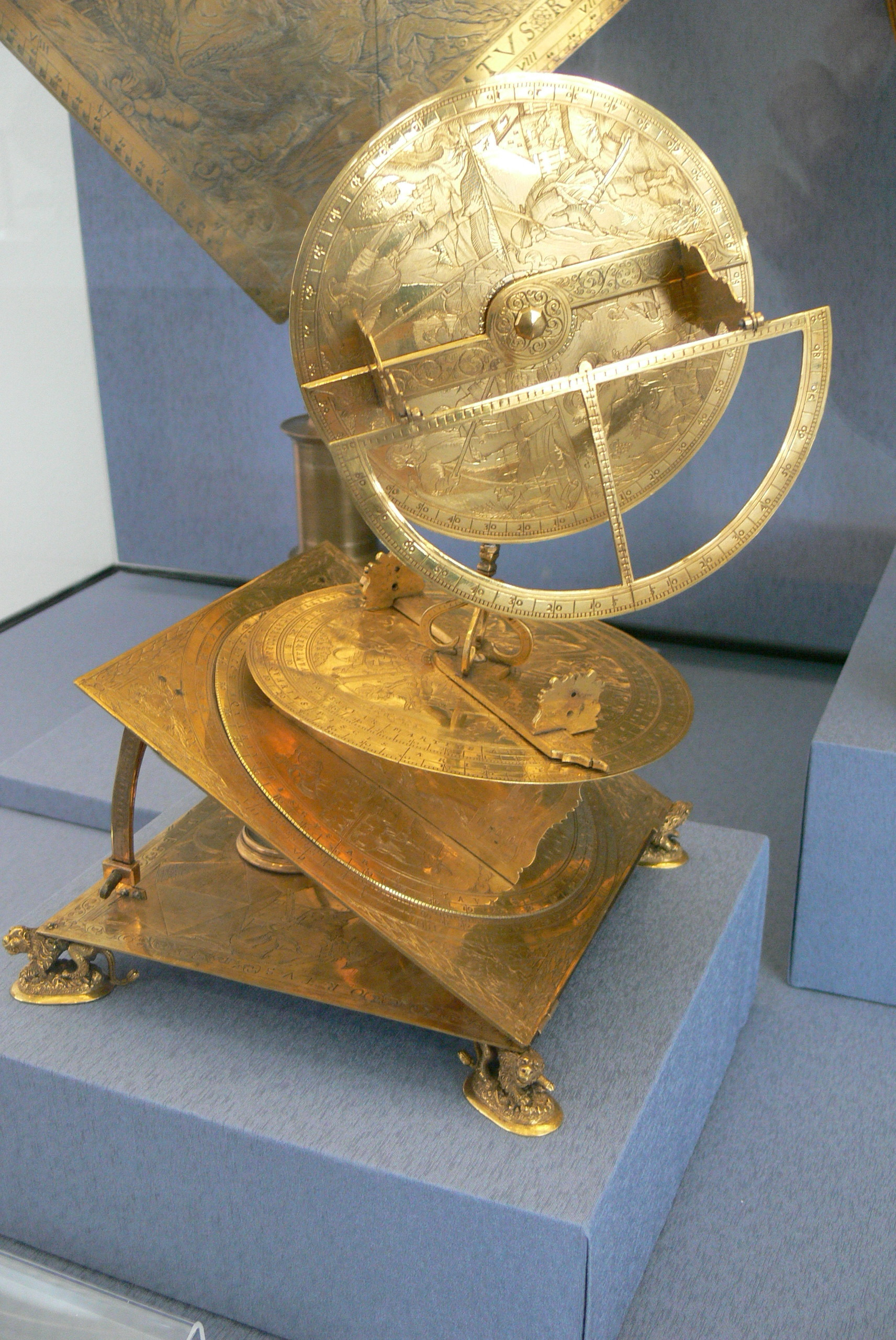
اختریاب

اولین اختریاب را جابر بن افلح در قرن ۱۲ میلادی اختراع کرد که یک رایانهٔ مکانیکی برای محاسبهٔ محل ستارگان است.

#### ربع مقنطر
ساختاری شبیه به نیمی از صفحهٔ اسطرلاب داشته و اگرچه برای یک عرض جغرافیایی طراحی می‌شده است اما کوچک‌تر، ساده‌تر و قابل حمل ساخته می‌شده است.

#### ربع ساعتی
یک ابزار قابل حمل بوده که به‌وسیلهٔ آن می‌توان زمان را در طول روز تشخیص داد.

#### ربع مجیب
بر اساس سینوس زوایا طراحی می‌شده و تا جنگ جهانی اول نیز به‌طور گسترده استفاده می‌شده است. برای اندازه‌گیری زوایا، تخمین فاصله‌ها و تحلیل پارهای از داده‌های نجومی استفاده می‌شده است.

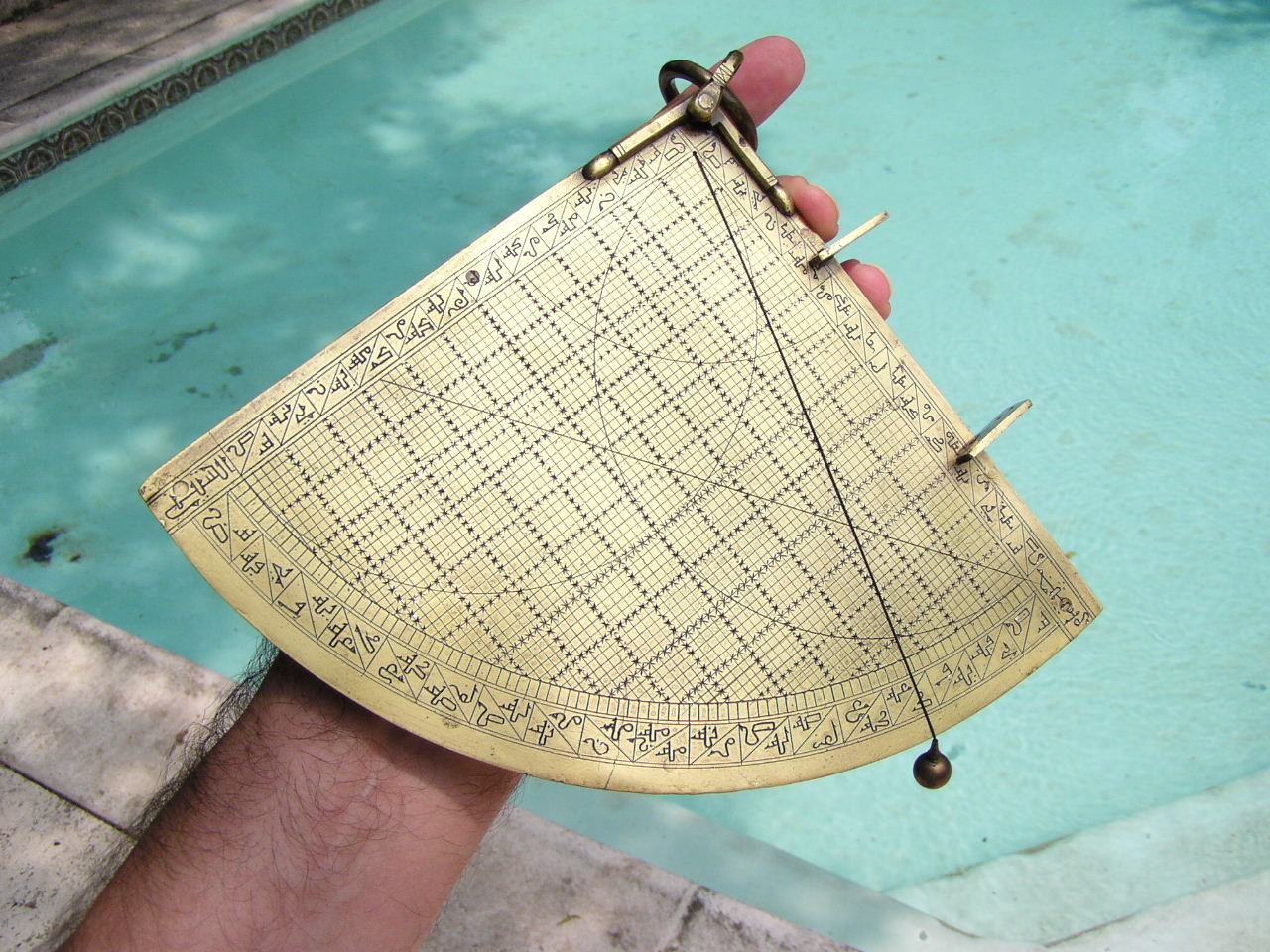
ربع مجیب

#### استرلاب گوی‌شکل

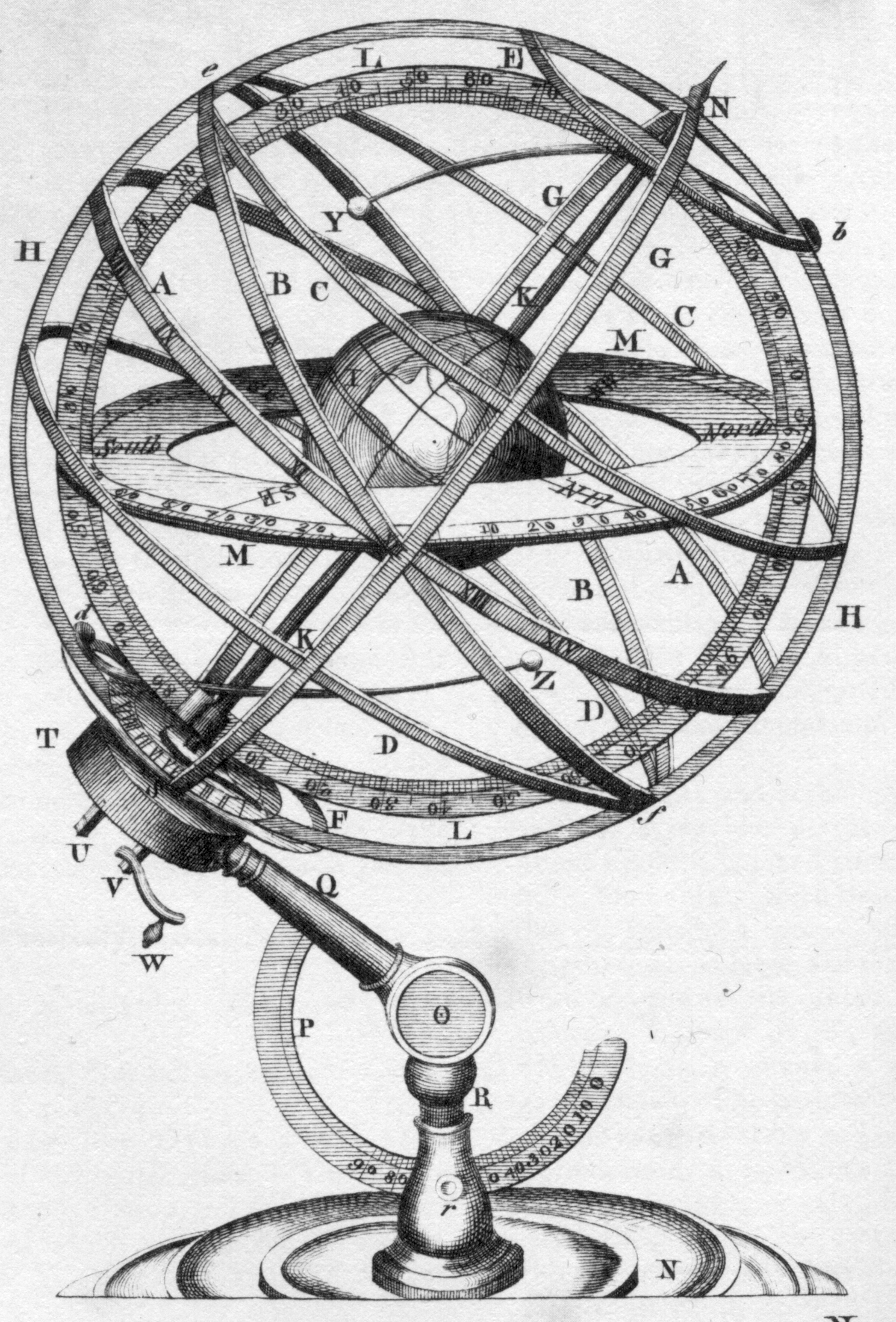
استرلاب گوی‌شکل

استرلاب گوی‌شکل (ذات الحلق) یک مدل از منظومهٔ شمسی است که می‌تواند با مرکزیت زمین ساخته شود یا با مرکزیت خورشید و تمامی درجات و زمان‌ها و روزها را بر روی خود دارد. اگرچه در یونان باستان و چین باستان اختراع شده بود ولی دانشمندان مسلمان، عباس بن فرناس و ابراهیم فزاری آن را مدرج کرده و در واقع شکل مدرج قابل استفاده و امروزی را آن‌ها اختراع کردند.

#### استرلاب کروی

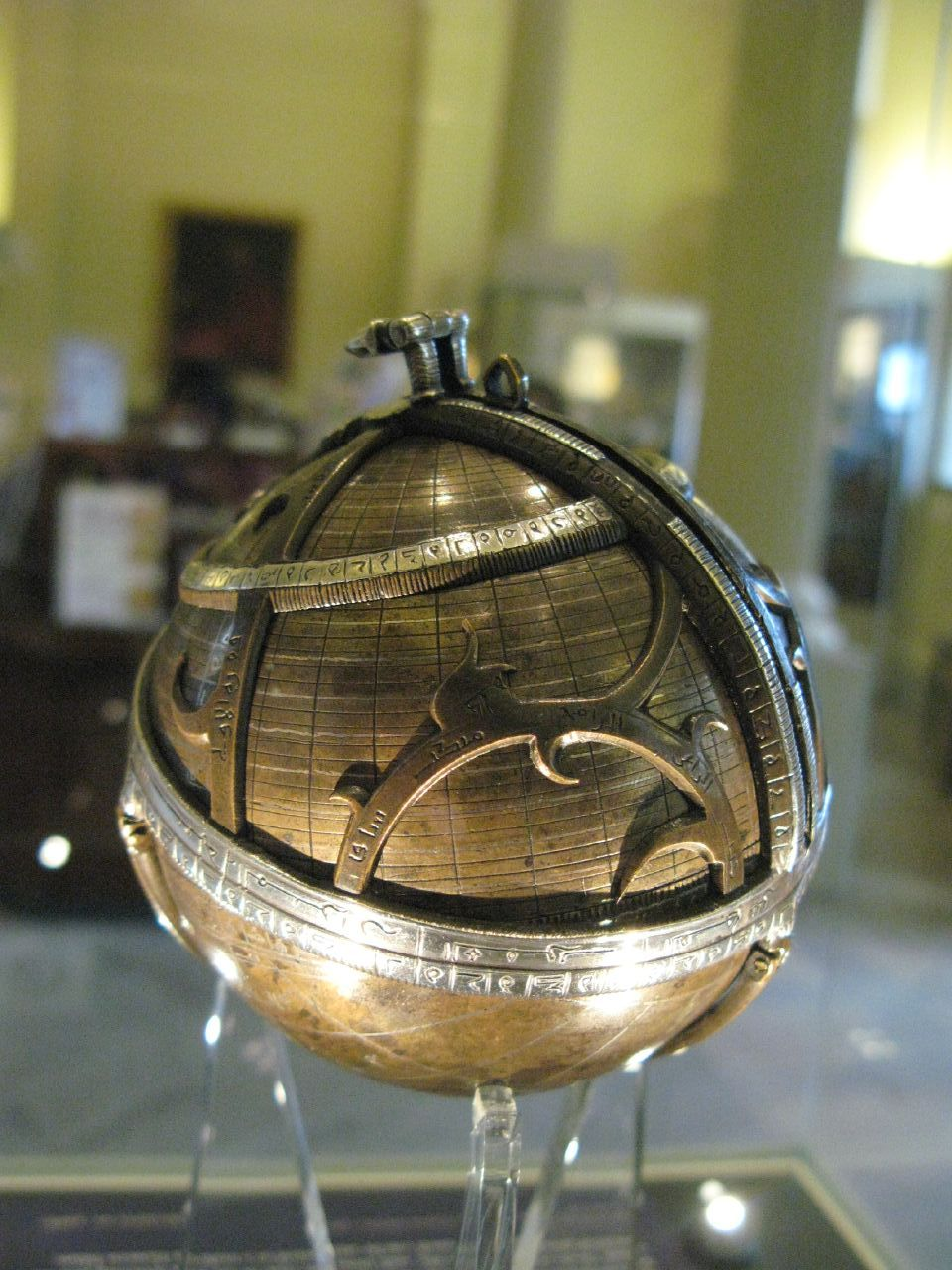
استرلاب کروی

دانشمندان مسلمان با ترکیب ایدهٔ استرلاب گوی‌شکل و استرلاب، یک استرلاب کروی یا سه‌بعدی اختراع کردند.

#### سدس (شصتم)

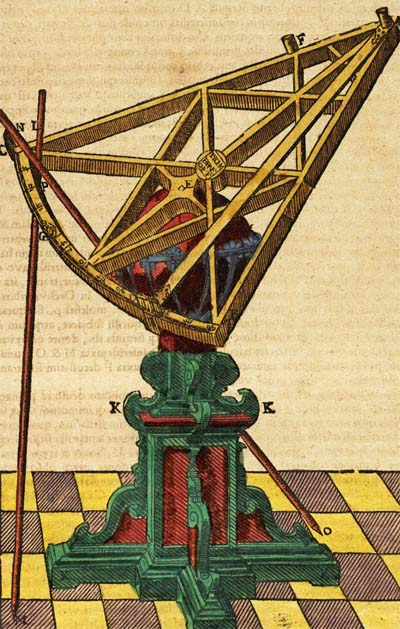
دستگاه سدس که توسط تیکو براهه استفاده می‌شد

سدس دستگاهی برای اندازه‌گیری زاویهٔ بین ستارگان است که اولین بار در ۹۹۴ میلادی توسط ابومحمود حامد بن خضر خجندی برای اندازه‌گیری انحراف محور زمین اختراع شد.

## جغرافیا

### مایل عباسی

اندازه‌گیری قوس توسط گروه فرغانی

در حدود ۸۳۰ میلادی خلیفه مأمون گروهی از دانشمندان شامل یعقوب ابن طارق، سند ابن علی، محمد ابن کثیر فرغانی، یحی ابن ابی منصور، خالد بن عبدالملک مرورودی و ابوریحان بیرونی را موظف کرد که طول قوسی از زمین را که متناظر با یک درجه است اندازه بگیرند و یک دقیقه (یک شصتم) از آن را المیل نامیدند که واحد اندازه‌گیری مسافت در خلافت عباسی گردید. این واحد حدود ۱٫۸۵ کیلومتر بوده است.

### اندازه‌گیری محیط و قطر زمین
جغرافی‌دانان پروژهٔ قوس مأمون در امتداد محاسباتشان با ضرب مسافت به‌دست آمده برای یک درجه در عدد ۳۶۰ به عددی معادل ۴۰۲۴۸ کیلومتر برای محیط زمین رسیدند که به عدد کنونی ۴۰۰۶۸ کیلومتر بسیار نزدیک است. این اندازه‌گیری بعدها توسط کوپرنیک و کریستف کلمب مورد استفاده قرار گرفت.

### کروی بودن زمین
اندازه‌گیری قطر و محیط زمین در ۸۳۰ میلادی توسط دانشمندان پروژهٔ قوس مأمون ثابت می‌کند. آن‌ها با قطعیت علمی کروی بودن زمین را می‌دانسته‌اند و این حدود ۷ قرن قبل از کریستف کلمب و ماژلان است.
حدودالعالم، اولین کتابی است که کروی بودن زمین را در ۹۸۲ میلادی یعنی حدود ۵ قرن قبل از کریستف کلمب عنوان کرده است.

### اولین اطلس
شریف ادریسی، جغرافی‌دان عرب سیسیلی، دقیق‌ترین نقشهٔ جغرافیای قرون میانه را در سال ۱۱۵۴ میلادی ایجاد کرد که لوح راجر نامیده می‌شود.

### جداول جغرافیایی

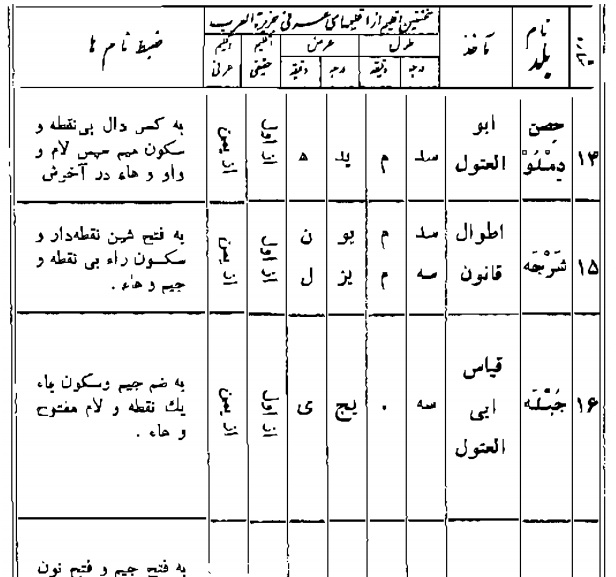
یکی از جداول مختصات کتاب تقویم‌البلدان اثر ابوالفدا

تقویم‌البلدان نوشتهٔ ابوالفداء، اولین کتاب جغرافیایی است که جداول حاوی طول و عرض جغرافیایی و مکان‌های واقع در شرق و غرب هر شهر را ذکر می‌کند.

### دستگاه نماز
ابن شاطر در قرن ۱۴ میلادی دستگاهی ساخت که همزمان دارای ساعت آفتابی و یک قبله‌نما بود و می‌توانست زمان و جهت نماز را در هر محلی نشان بدهد.

### صفحهٔ مدرج برای قطب‌نما
در قرن ۱۴ میلادی دریانوردان مسلمان درجه‌بندی را بر روی قطب‌نما انجام دادند که از طریق آن می‌شد که مسیر کشتی را تعیین کرد تا قبل از آن قطب‌نما فقط برای پیدا کردن جهت‌های اصلی استفاده می‌شد نه برای محاسبهٔ مسیرها.

### قطب‌نمای خشک
اولین قطب‌نماها از دو هزار سال پیش توسط چینی‌ها ابداع شده بودند اما عقربهٔ آن‌ها در آب شناور بود. ظاهراً نیاز مسلمانان در قبله‌یابی در بیابان باعث ابداع قطب‌نمای بدون آب شد که عقربهٔ آن بر روی محور می‌چرخد. در ۱۳۰۰ میلادی، منجم مصری، مؤذن ابن سمعون، ساختمان قبله‌نمای خشک را شرح می‌دهد.

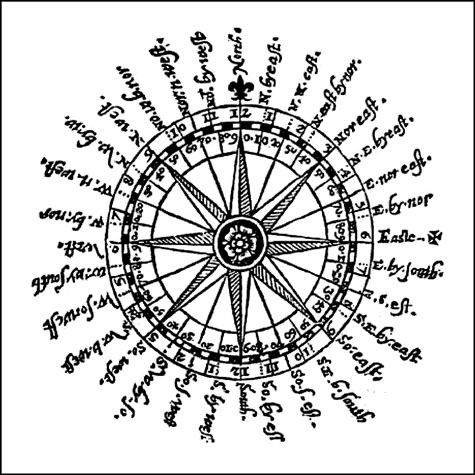
صفحه قطب‌نمای دریانوردان مسلمان

### میل مغناطیسی
احمد ابن ماجد در قرن ۱۵ میلادی در موقع کار بر روی قطب‌نما و ستارهٔ قطبی به تفاوت محور مغناطیسی و محور زمین پی برد. شاگرد وی عزالدین وفایی به تغییرات میل مغناطیسی بر اساس زمان و مکان پی برد و آن را محاسبه کرد.

### پدیدهٔ توهم جهانگرد
اولین بار اسماعیل بن علی ابوالفداء (۱۲۷۳–۱۳۳۱م) در کتاب خود تقویم البلدان ذکر کرد که جهانگردی که به سمت غرب حرکت می‌کند به دلیل حرکت به سمت غرب خورشید در تقویم خود یک روز کم می‌آورد و جهانگردی که سمت شرق پیش می‌رود، به همان دلیل یک روز اضافه می‌آورد. این پدیده توهم جهانگرد نامیده می‌شود که بعد از دو قرن توسط گروه ماژلان تجریه شد.

## شیمی

### طبقه‌بندی مواد شیمیایی
نخستین بار جابر ابن حیان و محمد ابن زکریای رازی کسانی بودند که مواد شیمیایی را طبقه‌بندی کردند.

#### فرایندهای شیمیایی
- تشویه
- تکلیس: توسط جابر بن حیان اختراع شد.
- تبلور: توسط جابر بن حیان اختراع شد.
- تقطیر: جابر بن حیان اولین فردی بود که توانست مواد شیمیایی را تقطیر کامل کند.
- تقطیر تخریبی: توسط مسلمانان برای به دست آوردن قیر از نفت خام انجام گرفت.
- تقطیر خشک: تقطیر جزء به جزء برای تحصیل نفت چراغ از نفت خام توسط زکریای رازی.
- تصفیه: توسط جابر.
- تقطیر بخار: توسط ابن سینا اختراع شد.
- تصفیهٔ آب

#### مواد شیمیایی
- تیزاب سلطانی
- زاج سفید

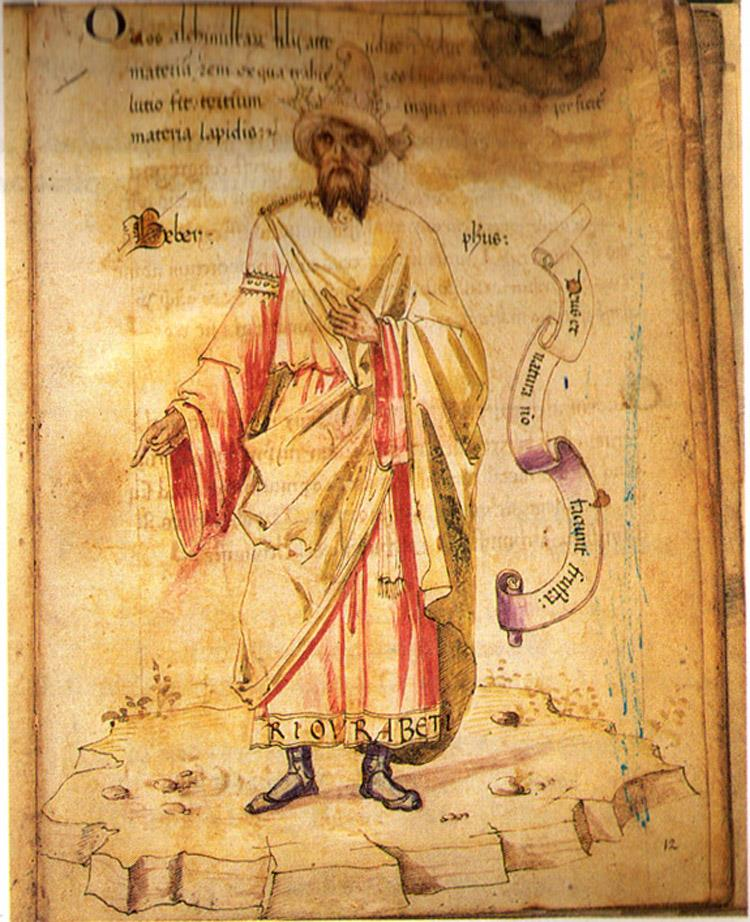
جابر بن حیان، پدر کیمیاگری توانست الکل را تقطیر کند و صنعت عطرسازی را بنا نهد و وی بسیاری از مواد شیمیایی را کشف کرده است

- نمک جیوه: توسط جابر بن حیان جداسازی شدند.
- آرسنیک
- قلیا
- نمک قلیایی
- بوراکس
- نمک آمونیاک خالص: توسط جابر بن حیان جداسازی شدند.
- جیوه: تقطیر و جداسازی توسط جابر بن حیان انجام گرفت.
- اسید نیتریک
- اسید سولفوریک
- نمک جیوه
- آنتیموان
- بیسموت: توسط جابر جداسازی شدند.
- نیتروژن
- گوگرد: توسط جابر کشف شدند.
- اتانول
- آمونیاک: توسط رازی دانشمند و پزشک جداسازی شد.
- پتاسیم نیترات (شوره): در قرن ۱۳ میلادی توسط حسن رماح کشف شد.
- گلاب:اولین بار توسط مسلمانان از راه تقطیر گل سرخ به دست آمد.
- اسید اوریک: توسط جابر.
- اسید هیدروکلریدریک: توسط جابر.

## خوردنی و نوشیدنی

### قهوه
قهوه توسط فردی به نام خالد در کفا، اتیوپی در قرن ۳ هجری قمری کشف شد. اولین مدارک مستدل تاریخی از نوشیدن قهوه در اواسط قرن پانزدهم، در خانقاه‌های صوفیان یمن وجود دارد. از موخا (موکا، که امروزه به‌عنوان نوعی از قهوه فروخته می‌شود برگرفته از نام این شهر یمنی است) قهوه به مصر و شمال آفریقا گسترش یافت و در قرن شانزدهم به مابقی خاورمیانه از جمله ایران صفوی و ترکیهٔ عثمانی رسید.
نوشیدن قهوه از جهان اسلام به ایتالیا و سپس به بقیه اروپا گسترش یافت.
گیاهان قهوه توسط هلندی‌ها برای کشت به هند شرقی و قارهٔ آمریکا منتقل شدند و بدین ترتیب قهوه در آن مناطق نیز کشت شد ولی کماکان قهوهٔ عربی شهرت خود را به‌عنوان مرغوب‌ترین نوع قهوه حفظ کرده است.

### شیرینی
به علت پیشرفت مسلمانان در تولید شکر به دست آن‌ها تولید شد.

### آب مقطر
به دست مسلمانان اختراع شد.

### الکلواتانول
دربارهٔ احمد یوسف الکندی می‌نویسند: از تقطیر الکل و شراب به علت ممنوعیت شراب در اسلام بازنایستاد. جابر بن حیان نیز روشی سرمایشی برای تقطیر شراب پیشنهاد داد.

### رستوران‌ها
قبل از این‌که در چین رونق بگیرند توسط مسلمانان برپا شده بودند. المقدسی می‌نویسد: در قرن ۴ هجری قمری، رستوران‌های بودند که سه وعده غذا برای مشتریان خود آماده می‌کردند. زریاب، اصرار می‌ورزید که غذا باید به صورت سوپ، وعدهٔ اصلی و دسر سرو شود.

### شربت
اولین نوشیدنی‌های غیرالکلی کربنات‌دار بودند که در دنیای اسلام به وجود آمدند. سیروپ انگلیسی، وارد شده از همین لفظ است.

### کارخانهٔ شکرگیری
مادهٔ شکر و کارخانهٔ شکر اولین بار توسط مسلمین ابداع شده و به اروپا معرفی شدند.

## شیشه

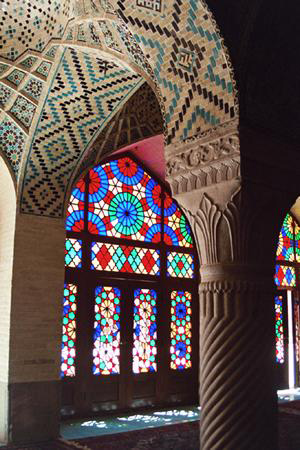
پنجره‌هایی با شیشهٔ رنگی در مسجد نصیرالملک در شیراز

### مروارید مصنوعی و پاکسازی مرواریدها
جابر ابن حیان در کتاب «الدورا المکنونا» (مرواریدهای پنهان) برای اولین بار شرح چگونگی ساخت مروارید مصنوعی و پاک‌سازی مرواریدهایی که به خاطر آب دریا یا روغن تغییر رنگ داده‌اند را ارائه نمود.

### شیشهٔ صاف و بدون ناخالصی
عباس بن فرناس اولین کسی است که در قرن نهم میلادی روش ساخت شیشهٔ شفاف و بدون رنگ را از سنگ را ابداع کرد. شاعر عرب البوهتوری در وصف این شیشه آنچنان گفته: رنگ این شیشه پنهان است گویی که در مقابل ظرفی خالی ایستاده‌ای. آزمایش‌های پیچیده‌ای در قرن هشتم میلادی در سوریه انجام شد که باعث پیشرفت در تولید شیشهٔ صاف و بدون ناخالصی جدید شد. همچنین دو مجتمع مشابه دیگر هم کشف شده بود که بیش از ۳۰۰ دستورالعمل شیمیایی جدید برای تولید شیشه بدون ناخالصی داده شده بود.

### پنجره‌هایی با شیشه‌های رنگی
معمارهای مسلمان در جنوب غربی آسیا برای اولین بار از شیشهٔ رنگی استفاده کردند که بعد از آن این شیشه‌ها در کلیساها استفاده شد. در قرن هشتم میلادی جابر ابن حیان در کتاب الدورا المکنونا ۴۶ دستورالعمل اصلی برای تولید شیشهٔ رنگی شفاف و بدون ناخالصی ارائه کرد و ۱۲ دستورالعمل نیز بعداً توسط المراکشی در کتاب اضافه شد.

### آینه‌هایکاو،کوژوکروی
ابن هیثم، اولین بار توضیح دقیقی دربارهٔ آینه‌های محدب و مقعر که هر دو به صورت استوانه‌ای و کروی هستند ارائه نمود، همچنین وی اولین توضیحات دقیق را در مورد آینه‌های کروی بیان کرد.

### رنگ‌آمیزی مصنوعی سنگ‌های قیمتی و مروارید
در کتاب مرواریدهای پنهان جابر ابن حیان برای اولین بار شرح داده شد که چگونه می‌توان سنگ‌های قیمتی و مرواریدها را رنگ‌آمیزی نمود.

### کارخانهٔ شیشه‌سازی
نخستین واحد صنعتی مربوط به ساخت شیشه و محصولات سفالی در قرن هشتم میلادی در سوریه احداث شد. آزمایش‌های بزرگی در محلی به طول ۲ کیلومتر انجام می‌شد که نوآوری‌هایی در تولید شیشهٔ شفّاف در آنجا به وقوع پیوست. اولین کارخانهٔ شیشه‌گری در اروپا در قرن ۱۱ یعنی سیصد سال پس از مسلمانان توسط مصریان در یونان احداث شد.

## اپتیک

### ذره‌بین
توسط ابن هیثم در قرن یازدهم میلادی اختراع شد.

### دوربین عکاسی
اولین اطاقک تاریخ با سوراخ نقطه‌ای را ابن هیثم در ۱۱ میلادی اختراع کرد.

### نظریهٔ شکست نور
توسط ابن هیثم در قرن ۱۱ میلادی مطرح شد.

### اندازه‌گیری ضخامت جو زمین
زمین با جوی به ضخامت حدودی ۱۵ کیلومتر احاطه شده است. این را ابن هیثم با به‌کار بردن نظریهٔ شکست نور ثابت کرد.

### حل مسئله الحسن (الحازن)

مسئله الحسن که توسط ابن هیثم حل شد

این مسئله در ۱۵۰ میلادی توسط بطلمیوس طرح شده بود و ابن هیثم اولین کسی بود که در قرن نهم میلادی پس از نزدیک به ۷ قرن آن را در مسیر تحقیقات خود بر روی جهت نور در یک کره حل کرد.
مسئله از این قرار است که نور را به کدام نقطه از سطح یک کره (یا دایره) پرتاب کنیم تا انعکاس آن (که طبق قانون انعکاس با زاویهٔ مساوی رخ می‌دهد) به نقطهٔ مورد نظر ما برخورد کند. این مسئله را در بیلیارد نیز طرح کرده‌اند که توپ را به کجا بزنیم تا انعکاس آن به توپ حریف برخورد کند.
ابن هیثم برای حل مسئله مجبور شد به حل معادلات درجه چهارم و ایجاد نوعی حساب انتگرال روی بیاورد.
محاسبات ابن هیثم به‌قدری پیچیده و طولانی بودند که برای فهم آن‌ها لازم شد که چند قرن بعد به کمک روش‌هایی که دکارت ابداع کرد، دوباره به آن‌ها رجوع کنند تا آن‌ها را بفهمند.
سرانجام در ۱۹۶۵ میلادی جک الکین، یک روش ریاضی برای حل مسئله پیدا کرد.

## کاغذسازی
پیروزی عباسیان بر امپراتوری چین (دودمان تانگ) در نبرد طراز در ۷۵۱ میلادی باعث اسارت چینیانی شد که روش کاغذسازی را به مسلمین آموختند و به سرعت کارخانجات کاغذسازی رواج پیدا کرد و انتشار و نگهداری کتاب را آسان نموده که به انتشار علم و فرهنگ بسیار کمک کرد.
بعدها مسلمان‌ها این کارخانجات را در اسپانیا ساختند و به تدریج به غرب و شمال اروپا کشیده شدند.

## صنعت چاپ
پس از رواج کارخانجات کاغذسازی در سرزمین‌های خلافت بنی امیه و بنی عباس در دوران فاطمیون مصر در قرون ۱۰ تا ۱۲ میلادی از نوعی چاپ کلیشه‌ای برای انتشار قرآن استفاده می‌شد که خود برگرفته از روش‌های چاپ روی پارچه بود که قبل‌ها در مصر رواج داشت. این ۳ قرن قبل از گوتنبرگ آلمانی بود و احتمالاً گوتنبرگ ایدهٔ خود را از آنان گرفته و آن را کامل‌تر کرده است.

## چرم‌سازی
روش‌های دباغی که در طائف به کمال رسیده بودند. ابتدا در قدامه سپس در جنوب مراکش و سپس به قرطبه منتقل می‌شوند.

## فناوری نظامی
بعد از ورود باروت از چین به مناطق مسلمان‌نشین، مهندسان و کیمیاگران مسلمان در صدد توسعهٔ باروت‌های انفجاری و تطبیق آن با سلاح‌های ساخت خودشان برآمدند و آنقدر در کارشان موفق بودند که برای اولین بار در جهان توپ ساختند و آن‌ها را در جنگ‌های صلیبی استفاده می‌کردند.
در جنگ‌های صلیبی دو نمونه از این توپ‌ها به دست انگلیسی‌ها افتاد و از روی آن‌ها همانندسازی کردند که بعدها پیشرفت‌های بیشتری در حوزهٔ سلاح‌های گرم و توپخانه و… در انگلستان به‌وجود آمد.

### نخستین موزیک (رسته)
نخستین بار در قرن ۱۶ میلادی، یگان جان‌نثاری عثمانی، گروه موسیقی به نام موزیک (رسته) را برای رژه‌های خود به کار برد و این بعدها مورد تقلید در اروپا و سایر کشورهای جهان قرار گرفت.

### توپ داردانل
در سال ۱۴۶۴، توپ برنزی که توسط منیرعلی ساخته شد و حدود ۴ قرن توسط عثمانی استفاده می‌شد. این توپ عظیم‌ترین سلاح زمان بوده و حدود ۳۱ تن وزن دارد. در اروپا تا قرن نوزدهم یعنی ۴ قرن بعد طول کشید تا شرکت کروپ توپ‌هایی در این مقیاس تولید کند.

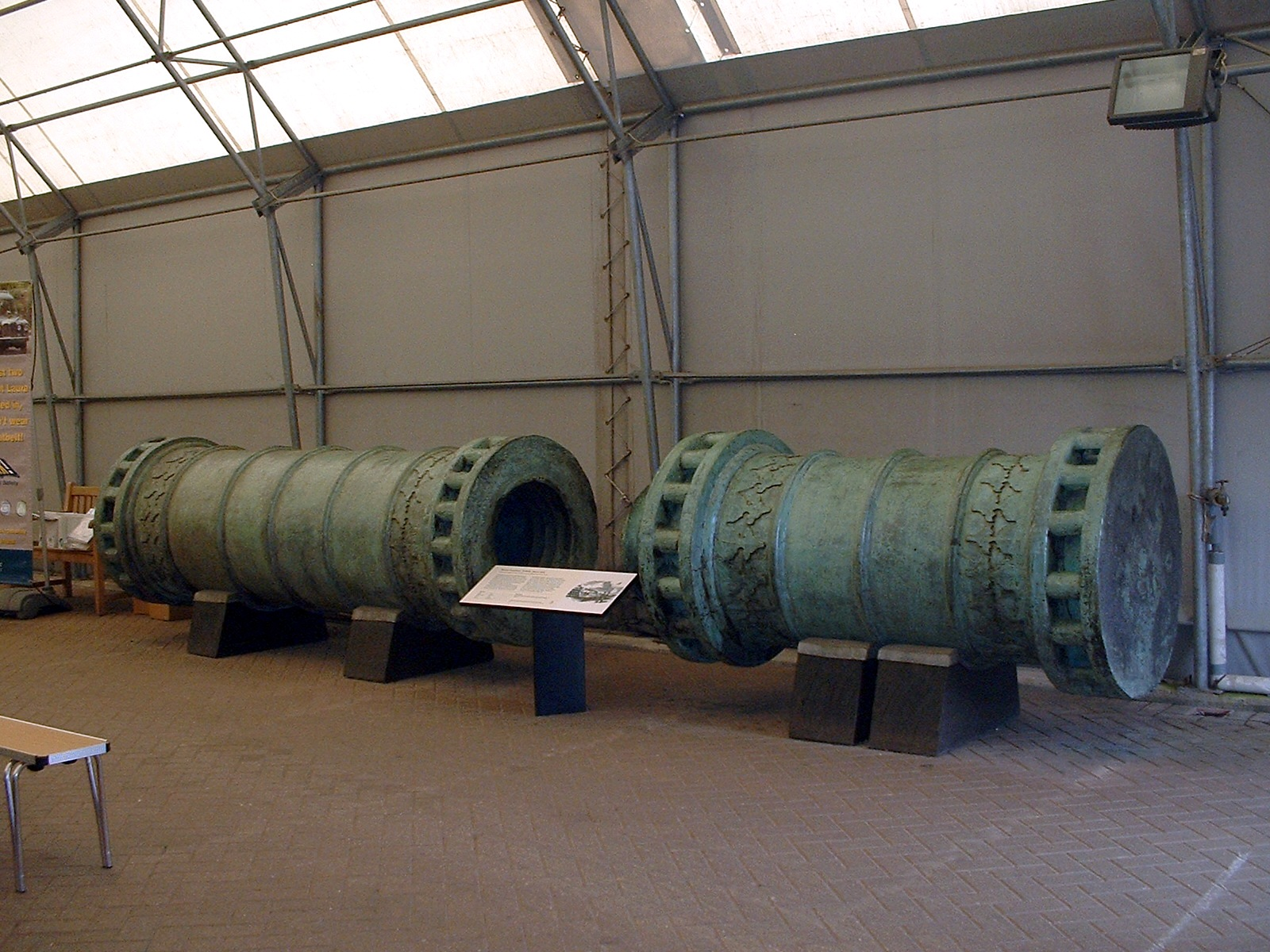
توپ داردانل که هم‌اکنون در انگلیس نگهداری می‌شود

### تفنگ
اولین تفنگ را عثمانی‌ها در آخرین سال‌های قرن ۱۴ میلادی (۱۳۹۴) به عنوان نمونهٔ کوچکی از توپ‌هایی که می‌ساختند، برای استفادهٔ فردی اختراع کردند که مثل توپ سرپر و دارای فتیله بود و اولین یگانی که در دنیا از تفنگ استفاده کرد، یگان جان‌نثاری عثمانی بود.

### اولین جنگ با سلاح گرم
در نبرد موهاچ در ۱۵۲۶، یگان جان‌نثاری عثمانی با داشتن ۲۰۰۰ قبضه تفنگ سرپر (ترکی تفک) در برابر دشمن جنگید.

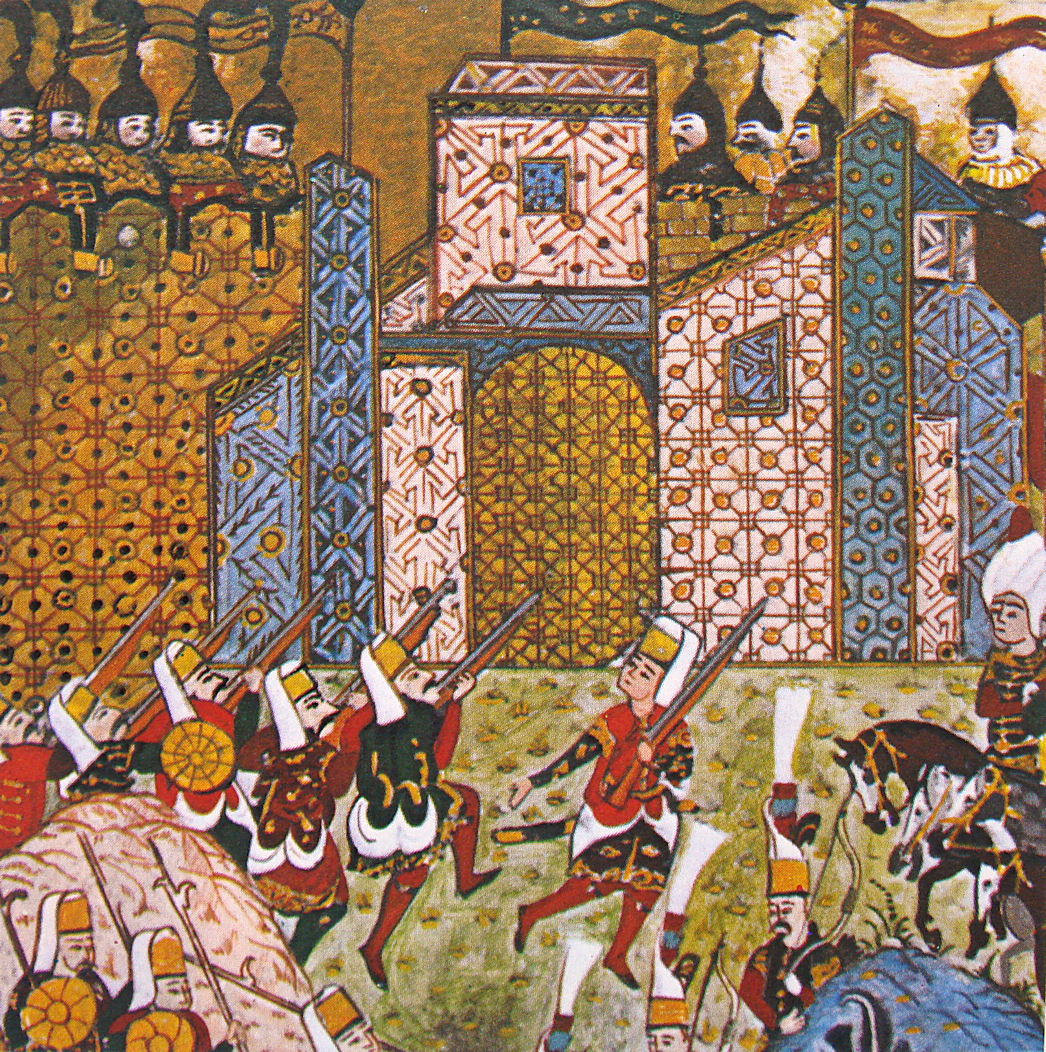
تسخیر جزیرهٔ ردس یونان توسط جان‌نثارهای تفنگدار عثمانی در ۱۵۲۲

در جریان تسخیر جزیرهٔ یونانی ردس در ۱۵۲۲ نیز یگان جان‌نثاری عثمانی دارای تفنگ‌های ساخت خود بوده است.

### راکت
اولین راکت‌ها توسط اکبرشاه پادشاه هندوستان در ۱۵۲۶ میلادی در جنگ سمبال در برابر دشمنانی که از فیل‌های جنگی استفاده می‌کردند، به‌کار گرفته شدند. این‌ها در واقع اولین راکت‌های به شکل امروزی بودند که دارای بدنهٔ ساخته شده از استوانهٔ فولادی بودند.

### اژدر دریایی
توسط حسن رماح اختراع شد که آن‌ها را در کتاب الفروسیة و المناصب الحربیة شرح می‌دهد.

### تفنگ رگبار
اولین تلاش‌ها برای ساختن مسلسل توسط فتح‌الله شیرازی در قرن ۱۶ میلادی در دربار اکبر شاه در هندوستان آغاز شد. وی یک تفنگ رگبار ۱۷ لولی را به شاه ارائه کرد.

### دستگاه رمز و رمزگشا
ابویوسف کندی در قرن نهم میلادی در مقاله‌ای در مورد رمزگشایی پیام‌های رمزنگاری شده، روش‌های رمز و رمزگشایی را شرح می‌دهد.

### تحلیل فرکانس
رسالهٔ الکندی همچنین مقاله‌ای در مورد رمزگشایی پیام‌های رمزنگاری شده در قرن نهم میلادی شامل اولین شرح روش تحلیل فرکانس است.

## نفت

### نفت ضروری
در قرن یازدهم میلادی توسط ابن سینا اختراع شد.

### نفت سفید
در قرن نهم میلادی، زکریای رازی در کتاب الاسرار خود، دو روش برای تهیهٔ نفت چراغ که آن را نفط الابیض می‌نامد توسط تقطیر، شرح می‌دهد.

### چراغ نفتی
در قرن نهم میلادی، زکریای رازی در کتاب الاسرار خود ساختمان دستگاه نفاطه یعنی چراغ نفتی را شرح می‌دهد.

### تقطیر جزء به جزء
در قرن نهم میلادی، زکریای رازی در کتاب الاسرار، روش تقسیم نفت خام به مواد مختلف نفتی توسط تقطیر جزء به جزء را شرح می‌دهد که این روش بعدها در اروپا برای پالایش نفت و نیز تهیهٔ اکسیژن، نیتروژن و سایر گازها از هوا به‌کار می‌رود.

### میدان نفتی
مواد نفتی، نفتا و قیر در قرن نهم در اولین میدان نفتی در باکو در آذربایجان برای تولید نفت، استخراج شد. این میدان نفتی توسط مسعودی در قرن دهم و مارکو پولو در قرن سیزدهم توصیف شده است.

### بنزین
شیمی‌دان‌های مسلمان برای اولین با از نفت خام توانستند، بنزین تولید کنند. لفظ بنزین از بنزویین وارد شده که آن هم تحریف شدهٔ واژهٔ عربی لوبانجاوا به‌معنی عطر جاوایی است که در قدیم این صمغ گیاهی از جاوا وارد می‌شده است، بعدها که کیمیاگران مسلمان، بخش معطر نفت خام را به روش تقطیر جزء به جزء جدا کردند که آن را همان بنزویین یا بنزین نامیدند که به همین صورت وارد زبان‌های غربی هم شد.

### آسفالت
برخی از خیابان‌های بغداد توسط قیری که از تقطیر نفت خام باکو تهیه می‌شد، آسفالت شدند.

### اولین چاه نفت جهان
در سال ۱۵۹۳ میلادی، اولین چاه نفت جهان توسط صنعت‌گری به‌نام محمد نور اوغلو در بالاخانی در باکو در ایران صفوی به عمق ۳۵ متر به‌طور دستی کنده شد که می‌توان گفت اولین چاه نفت جهان در ایران حفر شده است.

### پماد نفت (وازلین)
مارکوپولو در ۱۲۷۳ میلادی در مورد نفت باکو می‌گوید که این نفت برای سوزاندن و برای درمان (مالیدن روی پوست-پماد) همه روزه توسط صدها کشتی و شتر صادر می‌شود.

### استخراج نفت شیل
نفت شیل یا نفت شن (sand oil) نفتی است که لابه‌لای شن‌ها وجود دارد و برای استخراج آن از روش‌های مختلف گرمایی و بخار حرارت بالا استفاده می‌شود. اولین بار مساویه ماردینی در قرن دهم میلادی این روش را کشف کرد.

## سفالگری

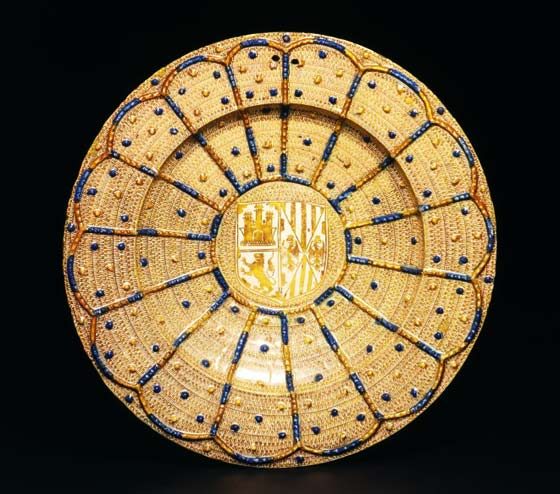
کالای اسپانیایی-مغربی با لعاب قلعی و آرایش براق. ۱۴۷۵ در اسپانیا

### جادارویی سفالی
این جادارویی اصولاً برای نگهداری روغن‌ها، پمادهای عطاران و داروهای خشکشان درست شده بود. گسترش این کوزه اصلاً از کشورهای مسلمان خاورمیانه بوده است. این کوزه توسط بازرگانان اسپانیایی-مغربی به ایتالیا برده شد و اولین نوع ساخته شدهٔ آن در ایتالیا در قرن پانزدهم و در شهر فلورانس بوده است.

### اسپانیایی-مغربی
بعد از این‌که مسلمانان دو روش لعاب اکسید قلع و لعاب درخشان را در صنعت سفال به اروپایی‌ها معرفی کردند سرامیک‌های آن‌ها که در اسپانیا و مغرب تولید می‌شدند، نزد مشتریان به اسپانیایی-مغربی معروف شدند.

### ظروف سفالین براق
در قرن هشتم توسط جابر بن حیان اختراع گشته بود که در آن از لعاب سفالین استفاده می‌شد. ابن روش خیلی زود و در قرن نهم در ایران محبوبیت یافت و در مصر نیز در طول خلافت فاطمیان در بین قرون دهم تا دوازدهم تولید شد. هم‌زمان با تولید این ظروف در خاورمیانه، در اروپا نیز گسترش پیدا کردند و اول به اسپانیا و اندلس و سپس به ایتالیا راه یافت.

### کارخانهٔ چینی و سفال
اولین واحد صنعتی ویژهٔ ساخت محصولات شیشه و سفال در قرن هشتم میلادی در سوریه ایجاد شد.
سرامیک در قرن نهم در عراق اختراع شد که یک کالای شیشه‌ای یا نیمه شیشه‌ای با کیفیت خیلی خوب بود که اساساً از خاک نسوز ساخته می‌شد.

### سفالگری با استفاده از لعاب قلع

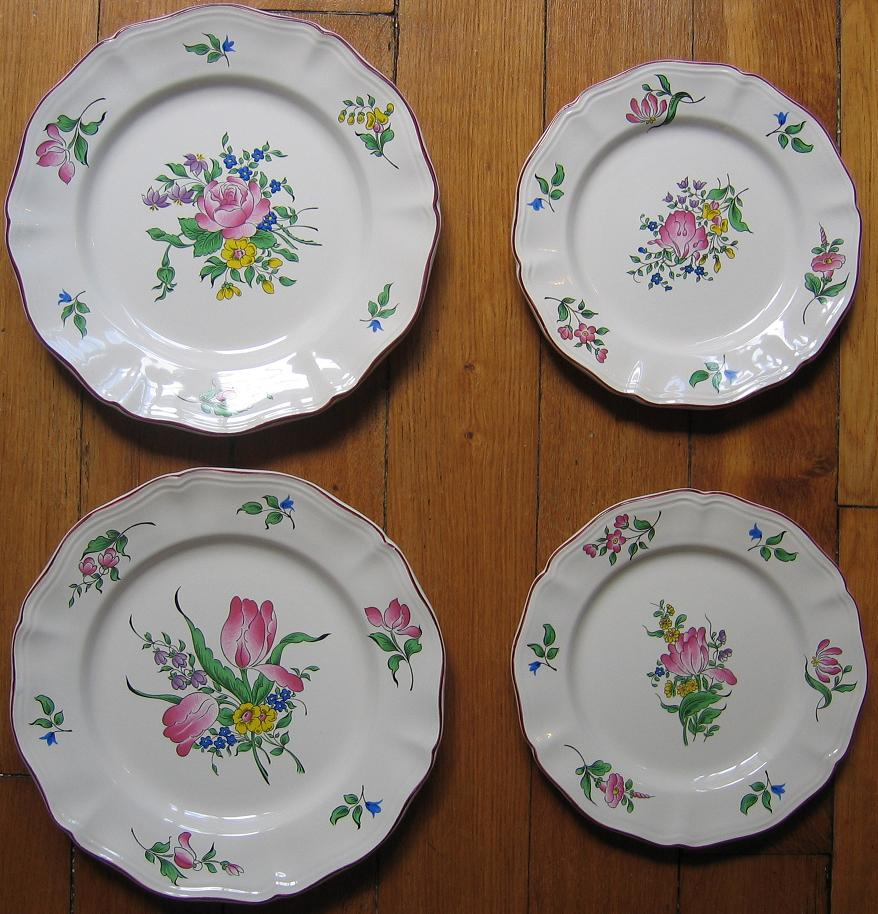
ظروف چینی با لعاب قلع دی‌اکسید

این نوع لعاب توسط سفالگران مسلمان در قرن هشتم میلادی در بصره، عراق ابداع شد. لعاب درست شده از قلع دی‌اکسید از اولین روش‌هایی بود که سفالگران مسلمان به آن دست یافتند و آن را پیشرفت دادند. اولین نمونه‌های به‌کار رفته از این روش را می‌توان در ظروف آبی رنگ متعلق به قرن هشتم یافته شده در بصره مشاهده نمود.
اولین کوزه‌گری‌هایی که از لعاب قلعی استفاده می‌کردند در قرن نهم در عراق بودند٬که قدیمی‌ترین تکه‌ها در طول دوران جنگ جهانی اول در پی کاوش‌هایی در پنجاه کیلومتری شمال بغداد در سامرا، کشف شدند که از آنجا به مصر، ایران و اسپانیا قبل از اینکه در دوران رنسانس به ایتالیا برسد و بعد به هلند در قرن شانزدهم میلادی و بعد از مدت کوتاهی به انگلستان و فرانسه و سایر قسمت‌های اروپا گسترش یافت.

### لعاب درخشان

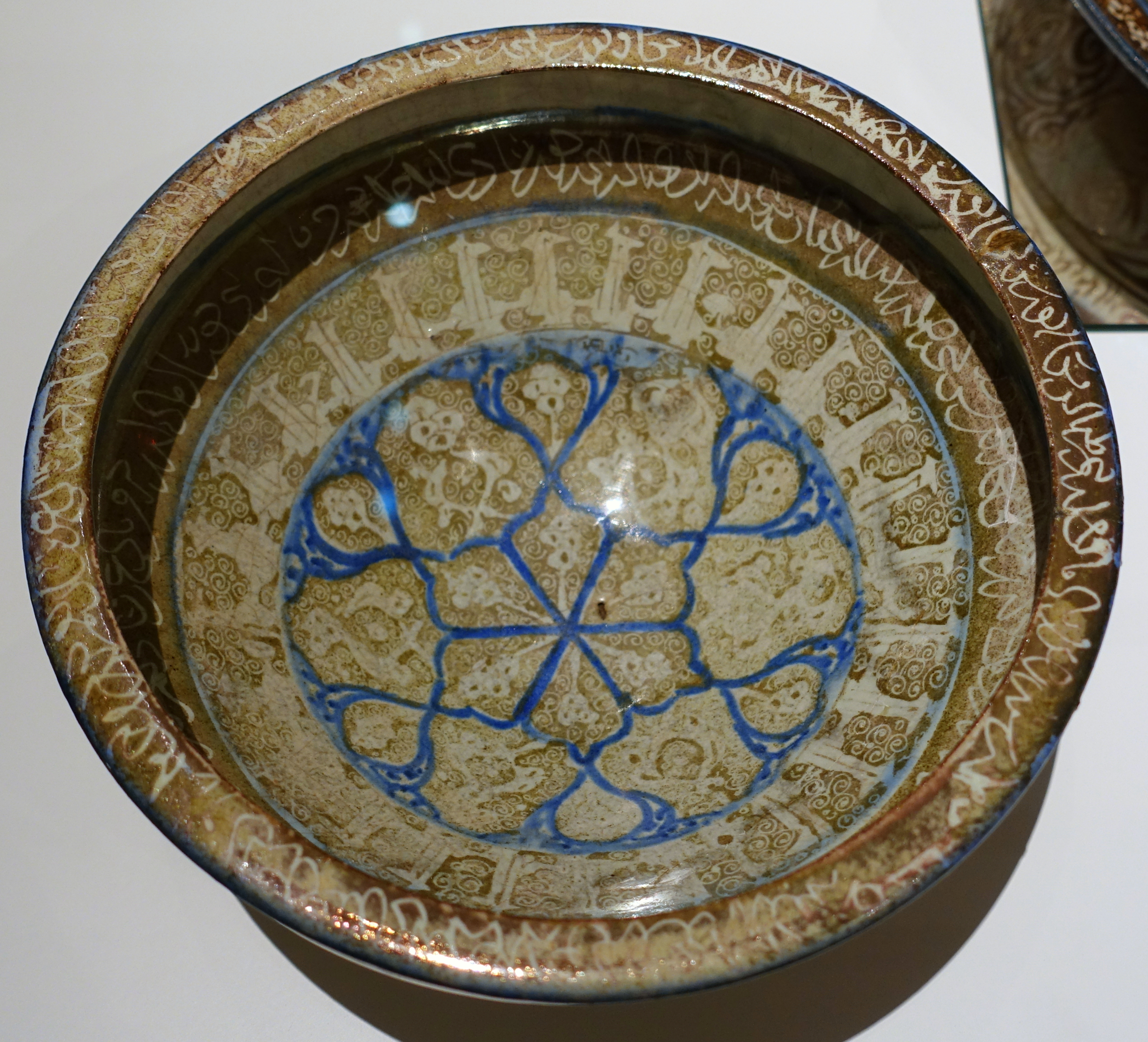
سرامیک با لعاب درخشان قرن ۱۳ میلادی در ایران

سرامیک با لعاب درخشان در قرن نهم میلادی در دوران عباسیان اختراع شد و در قرن شانزدهم میلادی به ایتالیا و سپس به دیگر نقاط اروپا وارد شد. در این روش سطح سرامیک را با اکسید فلزات پوشانیده و در کوره می‌پزند تا سطح سرامیکی حالت هفت رنگ به‌خود می‌گیرد.

## منسوجات

### دستگاه پنبه‌ریسی

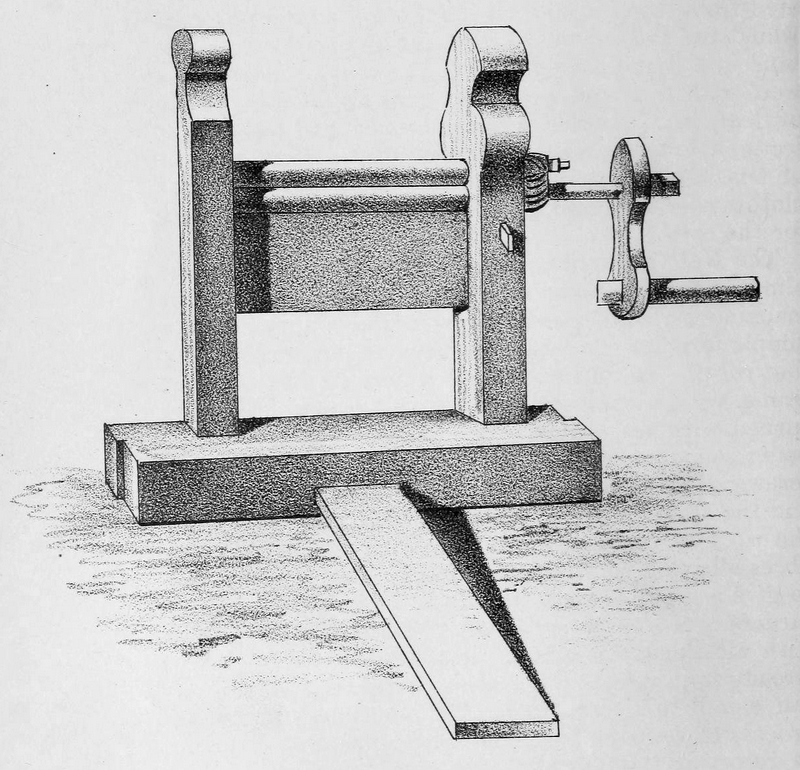
چرخ و دستگاه پنبه‌ریسی اولیه اختراع شده در هندوستان گورکانی

نخستین دستگاه پنبه‌ریسی در قرن چهاردهم میلادی در دهلی نو در هندوستان گورکانی اختراع شد.

## مکانیک
دانش مکانیک نزد مسلمانان «علم الحیل» خوانده می‌شد.
مهندسی اسلامی را می‌توان دنبالهٔ سنت خاورمیانه و مدیترانه و حاصل ترجمه و گسترش آثاری چون پنوماتیک (فیلون بوزنطی)، مکانیک (هرون اسکندرانی) و رسالهٔ ساعت‌های آبی (ارشمیدُس) دانست.

### آسیاب دارای چرخ‌دنده (گیربکس‌دار)
اولین آسیاب‌های دارای گیربکس برای تنظیم سرعت و قدرت چرخش سنگ‌های آسیاب را مسلمین در خاورمیانه و شمال آفریقا ساختند.

### ساعت وزنه‌ای
ساعتی که انرژی خود را از حرکت رو به پایین یک وزنه می‌گرفت، نخستین بار توسط دانشمندان مسلمان اختراع شد.

### ساعت با پاندول جیوه‌ای
جیوه برای جبران انبساط و انقباض بازوی پاندول در برابر تغییر دما استفاده می‌شده است که ساعت دقیقی ارائه می‌کرده است. در کتاب Libros del saber de Astronomia در صفحهٔ ۱۲۷۷ اشاره شده است که مسلمانان اسپانیا چنین ساعت‌هایی را ساخته بودند که تا قرن هفدهم هم در حال کار بوده است.

### نخستین هواپیما
عباس ابن فرناس در سال ۸۵۰ میلادی نخستین پرواز موفق را انجام داد.

### موتور بخار
تقی‌الدین شامی در ۱۵۵۱ میلادی در کتاب الطرق السامیه فی آلات الروحانیه، توربین بخار پالسی را توضیح می‌دهد و نیز یاد می‌کند که در قرن شانزدهم میلادی در استانبول از طریق نیروی بخار، جوجه‌گردانی را می‌چرخانده و در رستوران‌های استانبول معمول بوده است که این ۱۱۸ سال قبل از اختراع اولین موتور توربین پالس بخار توسط جیووانی برانکا ایتالیایی است.

### چرخ طیار
چرخ لنگر، اولین بار در قرن یازدهم میلادی توسط ابن بسال در اندلس در دستگاه پمپ آب استفاده شد که با ذخیرهٔ انرژی مکانیکی در خود، حرکت آن را تنظیم می‌کرد.

### میل سوپاپ
اولین بار بدیع‌الزمان جزری در قرن سیزدهم میلادی در طراحی‌های اتوماسیون و ساعت‌های آبی خود از میلهٔ گردان دارای برآمدگی‌ها برای باز و بسته کردن سوپاپ‌ها استفاده کرد.

### میل‌لنگ

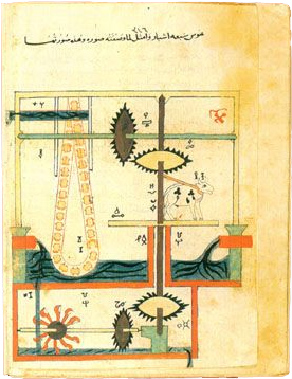
یک اختراع جزری دستگاه آبیاری اتوماتیک با نیروی الاغ با استفاده از چرخ‌دنده و محور و توربین قابل مشاهده است

طرح‌های شبه میل‌لنگ از یونان باستان، روم باستان و ایران باستان برای تبدیل حرکت خطی به شبه‌دورانی مثلاً در آسیاب‌های دستی به‌کار می‌رفته‌اند و بنوموسی نیز در قرن ۹ میلادی نمونه‌ای شبه‌میل‌لنگ را به‌کار می‌برند ولی اولین طرح میل‌لنگ امروزی را بدیع‌الزمان جزری در ۱۲۰۶ میلادی در طراحی یک پمپ آب دو سیلندر به‌کار برد که شش قرن بعد در موتورهای بخار و سپس درونسوز کاربرد آن شروع شد.

### پمپ آب مکشی پیستونی
بدیع‌الزمان جزری در اوایل قرن سیزدهم میلادی یک پمپ دو سیلندر با آرایش متضاد (باکستر) طراحی کرد که تمام اجزای یک پمپ امروزی مثل سوپاپ، میل‌لنگ چرخ دوار و.. را دارد بود و می‌توانست آب را تا ارتفاع ۱۳٫۶ متری بالا بکشد.

### پمپ آب بادی
پمپی که از نیروی باد برای رساندن آب از جایی به جای دیگر استفاده می‌شود در حدود قرن نهم میلادی یعنی چندصد سال قبل از تأسیس کشور هلند، در ایران متداول بود.

### بادگرد عمودی

بادگرد عمودی آسیاب اختراع شده در ایران در قرن دوم هجری

نخستین بادگرد (توربین) عمودی در بین قرون هفتم تا نهم میلادی (قرن اول تا سوم هجری) در ایران اختراع گردید. این بادگرد دارای پره‌های چوبی بود و محور آن سنگ آسیایی را در طبقهٔ تحتانی آن می‌گرداند که مخصوصاً در نواحی که رودخانه برای گرداندن چرخ آسیاب در دسترس نبود، روش بسیار خوبی برای تولید انرژی بود ضمن اینکه محور آن نیاز به تغییر جهت با چرخ‌دنده و تلفات انرژی نداشت و مستقیماً سنگ را به گردش درمی‌آورد.

### چرخ نخ‌ریسی
در قرن یازدهم میلادی توسط مسلمین اختراع شد.

### چرخ‌دندهٔ سگمنت
بدیع‌الزمان جزری در ۱۲۰۶ میلادی اولین بار دندهٔ سگمنت را برای تبدیل حرکت چرخشی به حرکت رفت و برگشتی برای کشیدن آب اختراع کرد که امروزه در صنعت مصارف زیادی دارد.

### اتصال جزری
بدیع‌الزمان جزری در اوایل قرن سیزدهم میلادی زمانی که ساعت شمعی را اختراع کرد برای عدم اتلاف وقت در موقع تعویض شمع، اتصال جزری را اختراع کرد که امروزه نیز در صنعت و در زندگی روزمره بسیار استفاده می‌شود. این اتصال را سازندگان سلاح در قرن نوزدهم میلادی برای نصب سریع سرنیزه بر روی سلاح در میدان جنگ استفاده کردند و آن را اتصال بایونت یا سرنیزه نامیدند.

اتصال جزری که در صنعت برق و دیگر صنایع بسیار کاربرد دارد.

### ذوب آهن
در قرن یازدهم میلادی کارخانجات ذوب آهن و نورد برای تولید فولاد در سرتاسر ممالک اسلامی از اندلس گرفته تا آسیای مرکزی متداول بودند و از انرژی آب رودخانه و از آب آن‌ها برای کار خود سود می‌بردند.

### فولاد دمشق

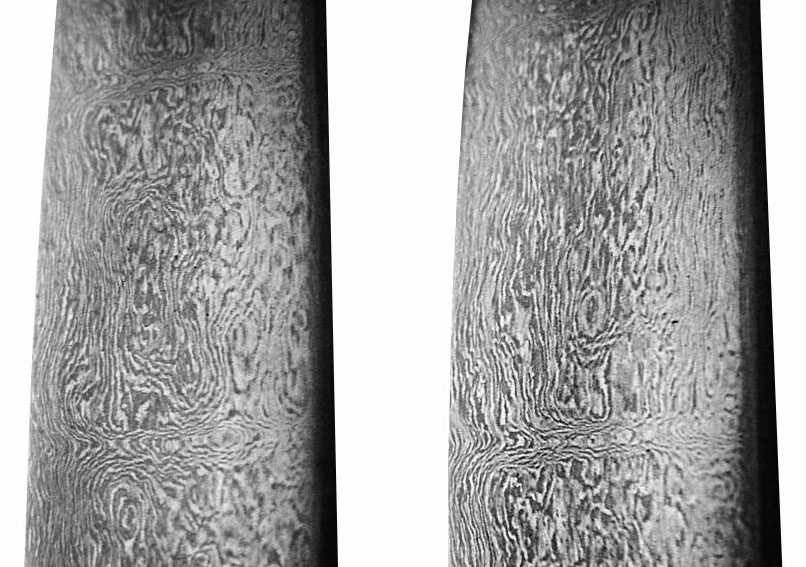
نمای نزدیک از فولاد دمشق که در ایران برای ساخت شمشیر استفاده می‌شد

فولاد دمشق نوعی از فولاد با درصد کربن بالا است که در کشورهای اسلامی برای ساخت شمشیر استفاده می‌شد.

### گوی فلزی یکپارچه

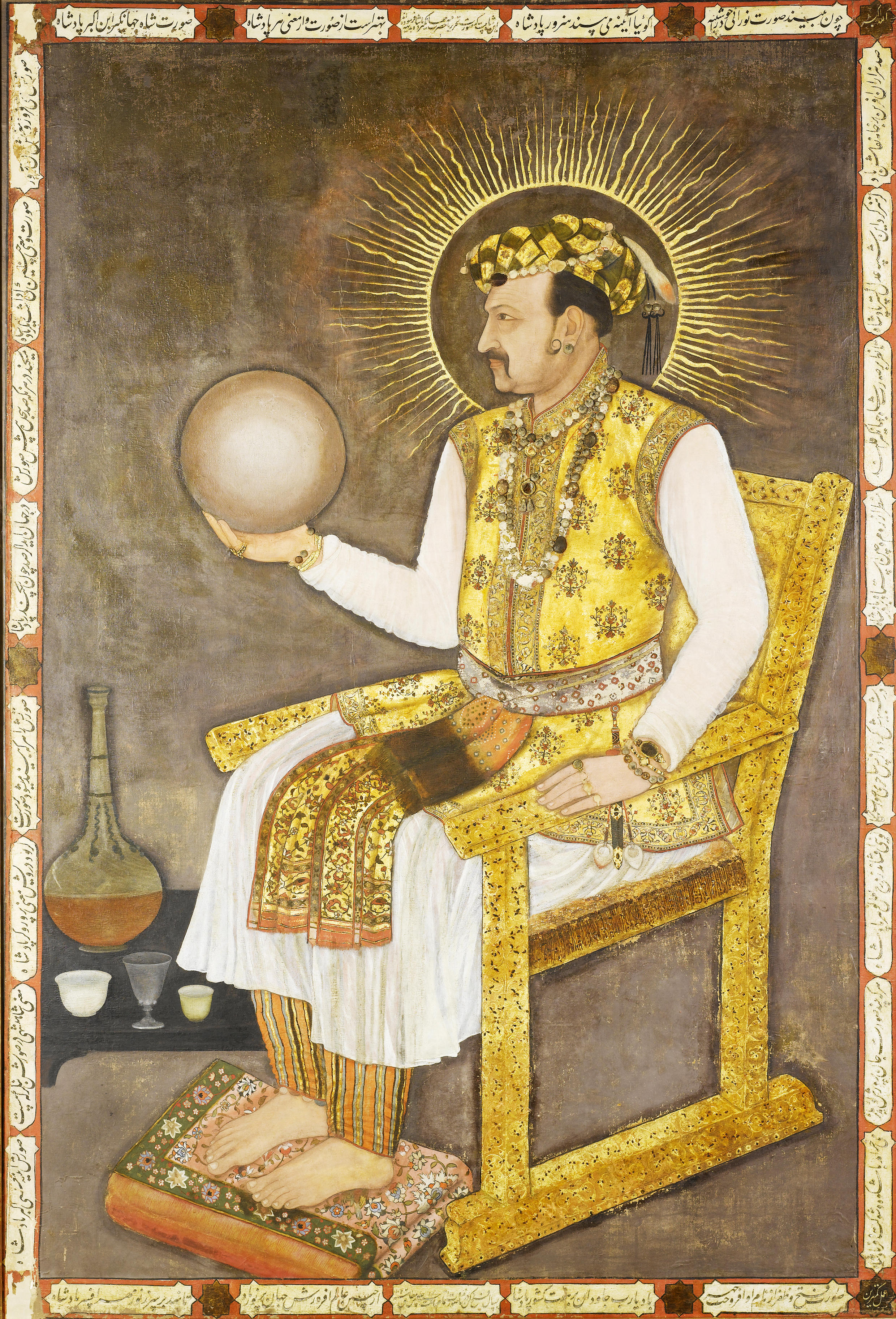
گوی یکپارچهٔ کشمیری در دست جهانگیرشاه سرآمد فناوری قرن ۱۶ میلادی بود

علی ابن لقمان کشمیری در کشمیر در قرن شانزدهم میلادی گوی فلزی بدون درز ساخت و به جهانگیرشاه تقدیم کرد. بیست عدد از این گوی ساخته شد. هنگامی که در دههٔ ۱۹۸۰ میلادی این گوی‌ها پیدا شدند، متخصصان متالورژی چنین تکنیک ساخت فلزی را غیرممکن می‌دانستند.

### علم استاتیک
ثابت بن قره در قرن نهم میلادی مبدع علم استاتیک بوده است.

### مهندسی آب‌شناسی

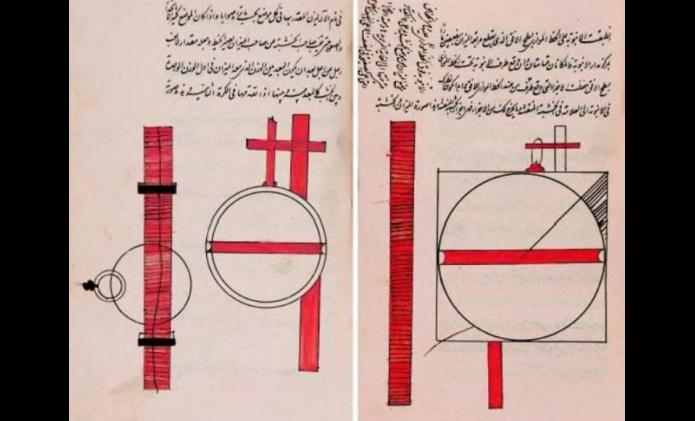
برگی از کتاب ابوبکر کرجی در مورد مدیریت آب‌های زیرزمینی

ابوبکر کرجی در سال ۱۰۱۰ میلادی، نخستین کتاب را در مورد آب‌های زیرزمینی، روش استخراج و مدیریت آن‌ها نوشت. این کتاب به‌نام النباط المیاء الخفیه یا استخراج آب‌های پنهانی اولین کتاب مرجع برای حفر قنات و مدیریت آب‌های زیرزمینی بوده است.

### مکانیک سیالات و اتوماسیون

#### سنسور و سوپاپ و میل‌لنگ
انواع سنسور مایعات و سوپاپ مخروطی همچنین نخستین طرح میل‌لنگ را بنوموسی در قرن نهم میلادی در کتاب الحیل ارائه داد.

#### سوپاپ دو وضعیتی
بنوموسی در کتاب الحیل خود طرحی را ارائه می‌دهد که از یک لوله به انتخاب آب یا شراب جاری می‌شود. برای این‌کار از سوپاپ دو وضعیتی استفاده می‌کند که اولین مورد در تاریخ مهندسی است.

#### سوپاپ آنالوگ یا تنظیمی
سوپاپی که میزان جریان (دبی) یک مایع را می‌توانست کم و زیاد کند، اولین بار در کتاب الحیل بنوموسی در قرن نهم میلادی مشاهده شد. در قرن بیستم مهم‌ترین کاربرد این نوع از سوپاپ، دریچهٔ گاز خودروها بود.

#### ساعت و زمانگیر
ساعت‌های آبی و شمعی، وسایل سرگرمی، وسایل شستن و وضو گرفتن، فواره‌ها و مشاین‌های کشیدن آب را بدیع‌الزمان جزری (قرن ۱۲ میلادی) در کتاب المعرفة الحیل الهندسیة الجامع بین العلم والعمل با کوچک‌ترین جزئیات و با رسم فنی آن‌ها را توضیح می‌دهد.

#### ساعت شماطه‌دار
در سال ۸۰۷ میلادی، هارون‌الرشید، سفیری به نام عبدالله را به دربار کارل کبیر، قیصر فرانک فرستاد. عبدالله یکی از این دستگاه‌های عجیب را به عنوان هدیه همراه خود برده بود. آینهارد که منشی کارل کبیر بود، در توصیف نارسایش چنین می‌نویسد:
این ساعت از جنس برنج فلزی بود… یک ساعت آبی [که] حرکت دوازده ساعته را اندازه‌گیری می‌کرد و در آخر، دوازده گلوله به پایین می‌افتادند و جامی را که در زیر آن بسته بودند، به صدا درمی‌آوردند و به همین تعداد هم اسب‌سوار از دروازه در بیرون می‌پریدند.

#### آب‌سنج و چگالی‌سنج
خازنی فیزیک‌دان و مهندس مکانیک قرن دوازدهم میلادی در زمینهٔ تعادل مایعات، جدول وزن‌های مخصوص چندین مایع، نظریهٔ گرانش (نیروی جهانی که به سوی مرکز عالم یعنی مرکز زمین هدایت می‌شود)، وزن هوا، اثر مویینگی، استفاده از آب‌سنج برای اندازه‌گیری چگالی و تخمین دمای مایعات، نظریهٔ اهرم و استفاده از ترازو برای ترازسازی و برای اندازه‌گیری زمان.

#### پمپ آب
اختراع چهار مدل پمپ آب توسط تقی‌الدین شامی در قرن شانزدهم میلادی. دو مدل دارای توربین آبی بودند. یک مدل پمپ آب میله‌ای بود که از حرکت بالا و پایین یک میله درون یک لوله مکش ایجاد می‌کرد و دیگری یک پمپ آب شش سیلندر پیستونی بود.

#### پمپ بادی
پمپ‌هایی که با انرژی باد چرخیده و آب را از محلی به محل دیگر منتقل می‌کردند از قرن نهم میلادی در ایران، افغانستان و پاکستان استفاده می‌شدند.

#### توربین حرارتی

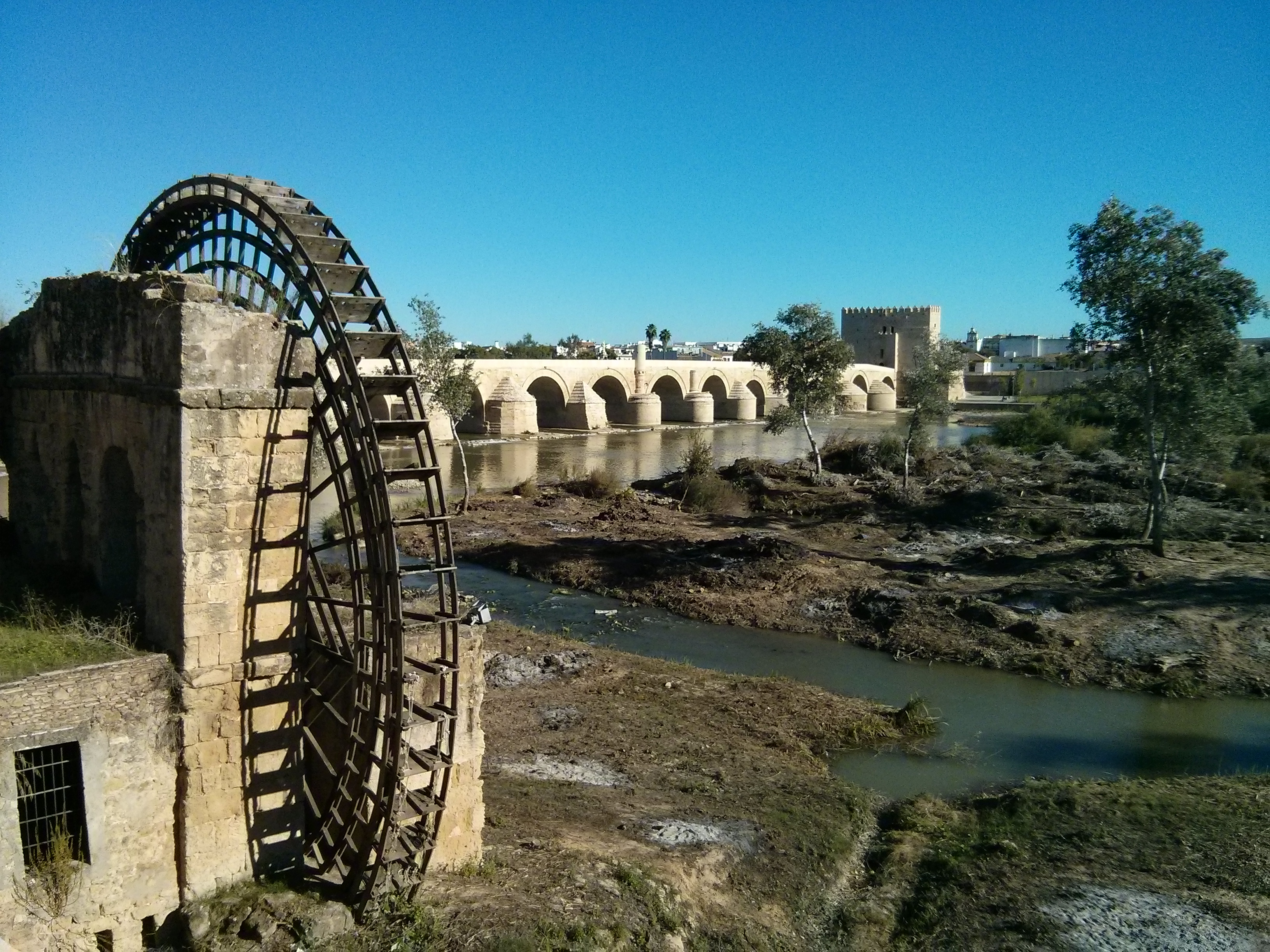
توربین آبی برای آسیاب ساخت قرن ۸ تا ۱۰ میلادی هنوز بر روی رود گوادالکیبیر در کوردوبا، اسپانیا پابرجاست

تقی‌الدین شامی در طرح جوجه‌گردان اتوماتیک خود از توربینی بر سر راه دودکش استفاده می‌کند که حرکت رو به بالای هوای داغ را به حرکت دورانی تبدیل می‌کند. این اولین توربین حرارتی است که در قرن شانزدهم میلادی اختراع شده است.

#### چراغ نفتی
اولین چراغ نفتی یا لامپا را زکریای رازی در قرن نهم میلادی اختراع کرد و در کتاب الاسرار خود از آن با عنوان نفاته (دارای نفت) نام می‌برد.

#### خودنویس
در قرن دهم میلادی، علی ابوذر ماری (متوفی ۹۷۴) در کتاب المجالس و المصیرات می‌نویسد:
خلیفهٔ فاطمی معز لدین‌الله قلمی خواست که دست یا لباس او را لکه‌دار نکند، جوهر را در مخزنی نگه داشته و اجازه دهد بدون نشتی وارونه نگه داشته شود. همچین قلم نیز به او ارائه شد.

## روش‌های مهم ساخت و تولید
برای اولین بار در آثار بدیع‌الزمان جزری نمونه‌هایی از روش‌های مهندسی مهم برای ساخت و تولید می‌توان مشاهده کرد:
- لایه‌لایه کردن تیرهای چوبی برای کم کردن اثر کج‌شدگی چوب
- بالانس کردن چرخ
- استفاده از الگوهای چوبی و کاغذی
- ریخته‌گری در قالب شنی به سبک امروزی
- ساییدن نشیمنگاه شیرآلات برای آب‌بندی کردن آن‌ها[۱۱۵]

## رباتیک

### ربات مکانیکی-هیدرولیک

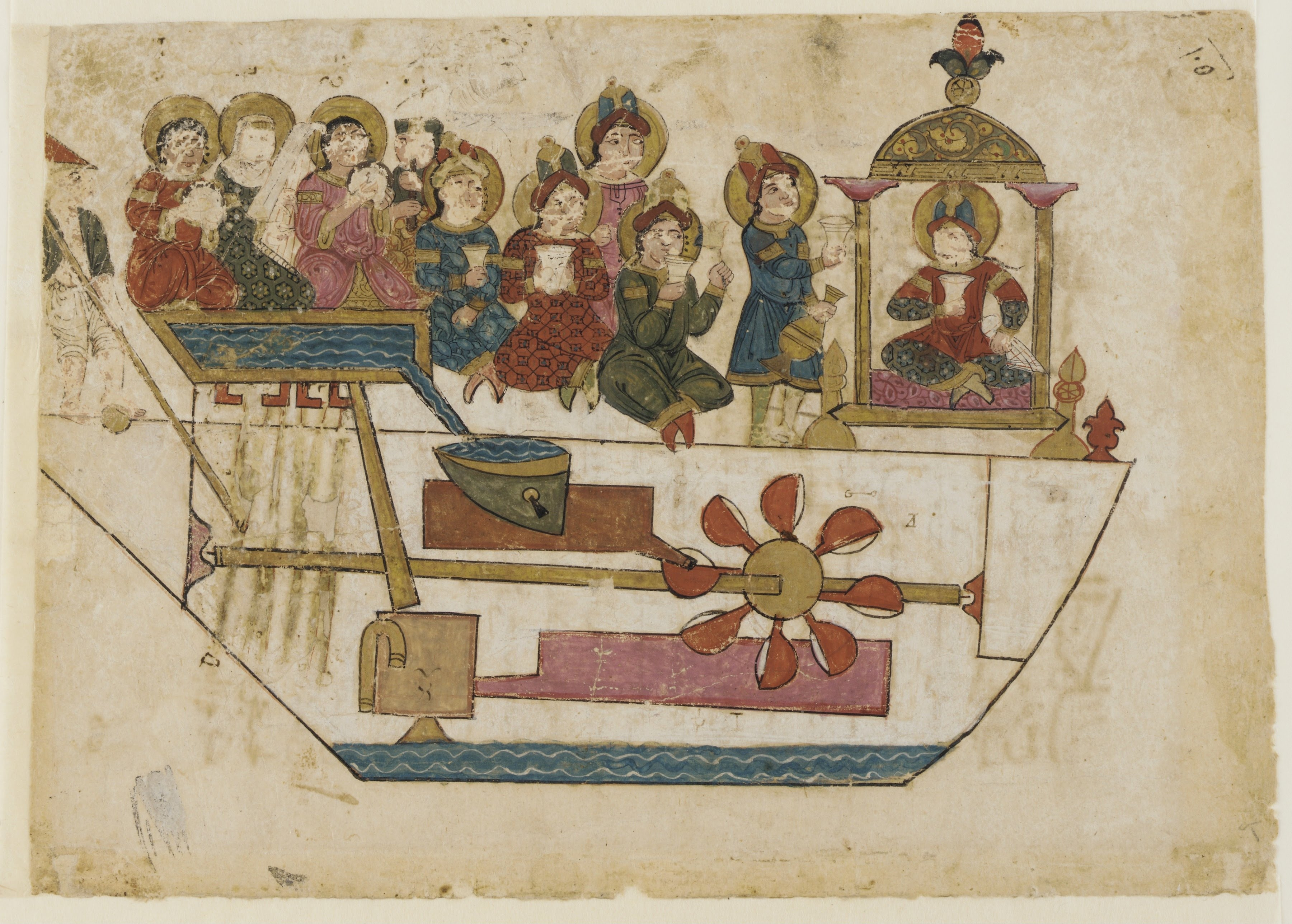
ربات نوازندهٔ مکانیکی-هیدرولیکی جزری

بدیع‌الزمان جزری نخستین ربات قابل برنامه‌ریزی انسان‌نما را در حدود قرن دوازدهم میلادی ساخت. به این علت او به عنوان پدر علم مهندسی رباتیک شناخته می‌شود. اختراع او، یک قایق آبی بود که در آن چهار نوازندهٔ مصنوعی موسیقی برای مراسم و برنامه‌های جشن سلطنتی، آهنگ می‌نواختند و حاضران را سرگرم می‌کردند، سازها به‌صورت هیدرولیک و با کمک آب برنامه‌ریزی می‌شدند.

### دستگاه خون‌گیری مدرج
در قرون میانه گرفتن خون از بیماران بسیار مرسوم بود و مطابق طب جالینوسی در مورد بیماری‌های زیادی و بر اساس سن و وزن و فصل از سال خون‌گیری تجویز می‌شد. بدین دلیل صف طولانی از بیماران منتظر خون‌گیری همواره در جلو مطب حضور داشتند و طبیب موظف بود، میزان دقیقی خون از آن‌ها بگیرد که کار سختی بود.

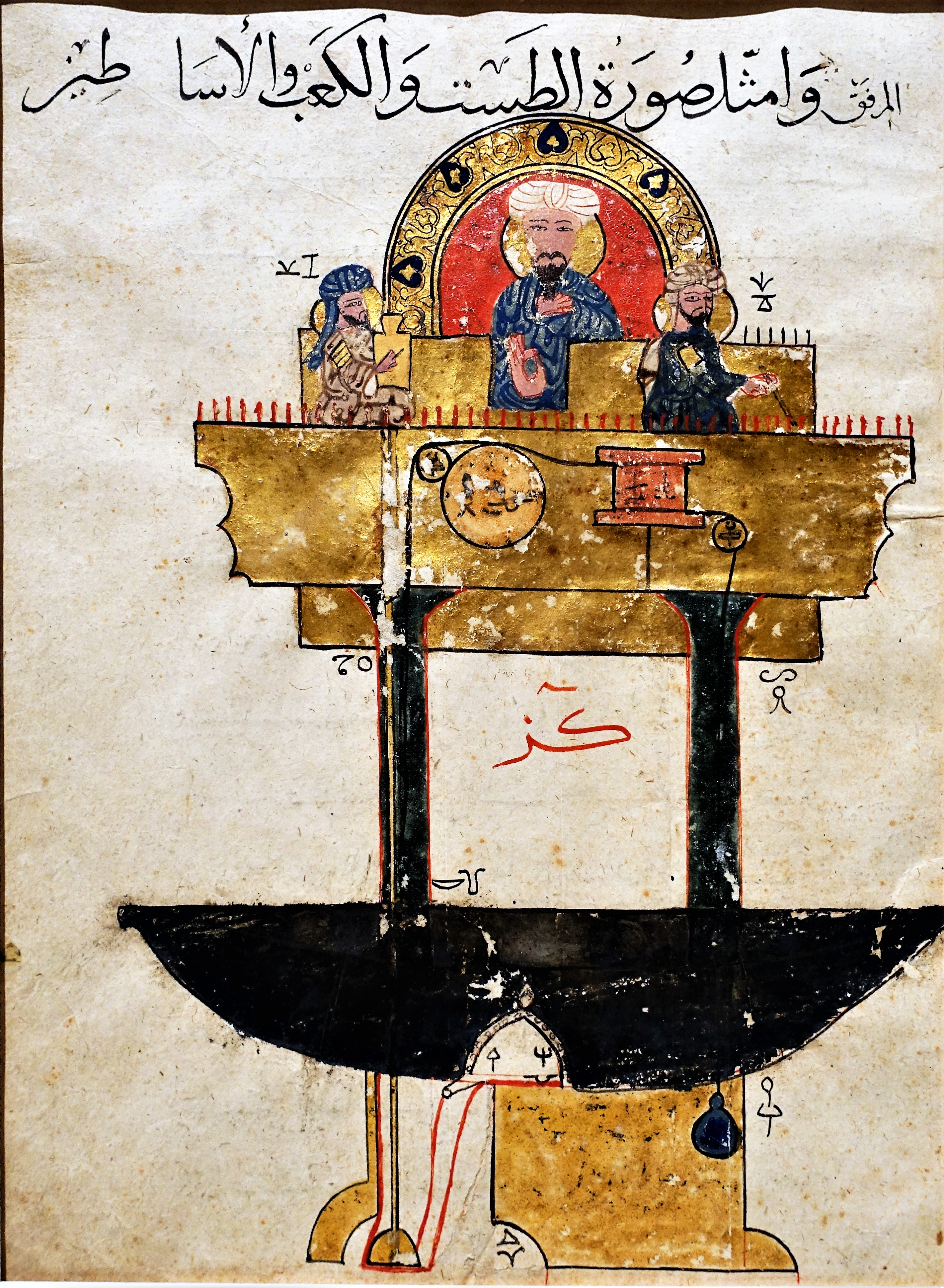
خون‌گیر اتوماتیک جزری

بدیع‌الزمان جزری چهار نوع دستگاه طراحی کرد که خون را به ظرف زیرین آن هدایت می‌کرد یک وزنه و یک شناور با طنابی که حول یک پولی پیچیده شده بود در تعادل بودند. افزایش میزان خون گرفته شده باعث حرکت شناور و در نهایت حرکت عقربه ای متصل به پولی بر روی درجه‌بندی بالای دستگاه می‌شد و پرستار می‌توانست میزان خون گرفته شده را در آن واحد مشاهده کند.

### دستگاه موزیک اتوماتیک
بنوموسی اولین دستگاه فلوت اتوماتیک را در کتاب الحیل خود شرح می‌دهد.

### حلقهٔ فیدبک
در قرن نهم میلادی بنوموسی در کتاب الحیل خود برای اتوماسیون از حلقهٔ فیدبک استفاده می‌کند.

### سیستم کنترل ساختار متغیر
سیستم کنترل غیرخطی که تابع مشخصهٔ ثابتی ندارد و در نیمهٔ دوم قرن بیستم کار بر روی آن آغاز شد در قرن نهم میلادی نمونه‌هایی از آن توسط بنوموسی به‌کار گرفته شده بود.

### حافظهٔ مکانیکی
بنوموسی در قرن نهم میلادی در برخی از طرح‌های خود برای حفظ اطلاعات قبلی از حافظهٔ مکانیکی استفاده می‌کند.

### اختراع کامپیوتر گرافیکی مکانیکی
غیاث‌الدین جمشید کاشانی در قرن چهاردهم میلادی ابزار جالبی اختراع کرد و آن را طَبَقُ المَناطِق نامید. رساله‌ای نیز به نام نزْهَةُالحدایق دربارهٔ چگونگی کار با آن نوشت.
دستگاه یک کامپیوتر در نوع خود بود که می‌توانست به صورت گرافیکی تعدادی از مسائل سیاره‌ای را حل کند، از جمله پیش‌بینی موقعیت‌های طول جغرافیایی خورشید و ماه بر اساس زمان و مکان سیارات در مدارهای بیضی شکل آن،ها عرض‌های جغرافیایی خورشید، ماه، سیارات، دایرةالبروج خورشید این ساز و همچنین دارای الحیداد و خط‌کش بود.

## دریانوردی

### اولین دریانورد اکتشافی

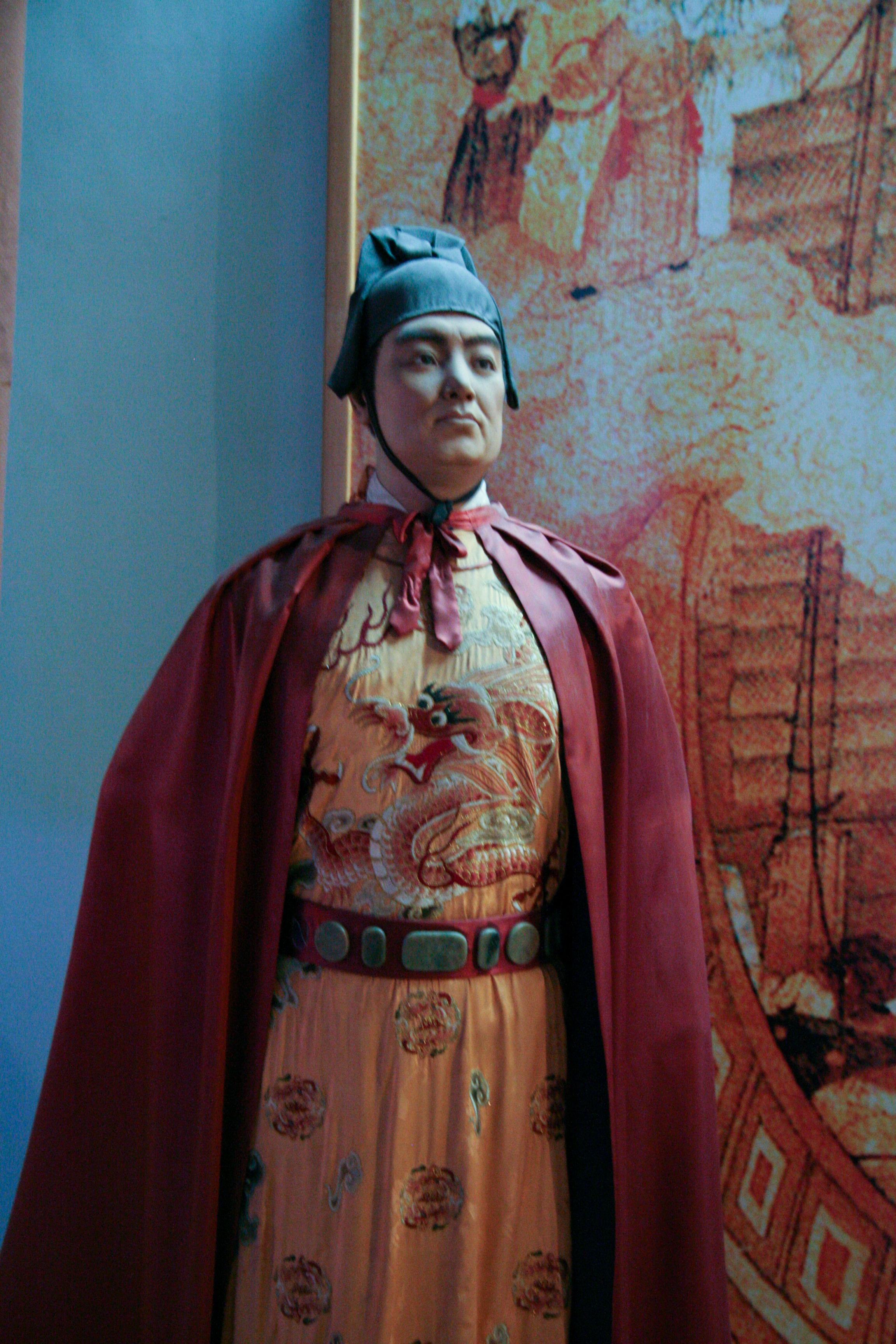
چنگ هه

چنگ هه، اولین آدمیرال مسلمان دریانورد اکتشافی بود که مابین ۱۴۰۵ تا ۱۴۳۳ میلادی برای چین به اقیانوس‌نوردی و کشف سرزمین‌ها و بازارهای جدید پرداخت. سفرهای اکتشافی وی یک قرن قبل از کریستف کلمب انجام شد و کاروان او شامل ۶۰ کشتی بود که هریک ۴ برابر طولانی‌تر و هفت برابر پهن‌تر از کشتی‌های کریستف کلمب بودند. کشتی فرماندهی او ۱۲۷ متر طول و ۵۲ متر عرض داشت

### کشتی کاراول

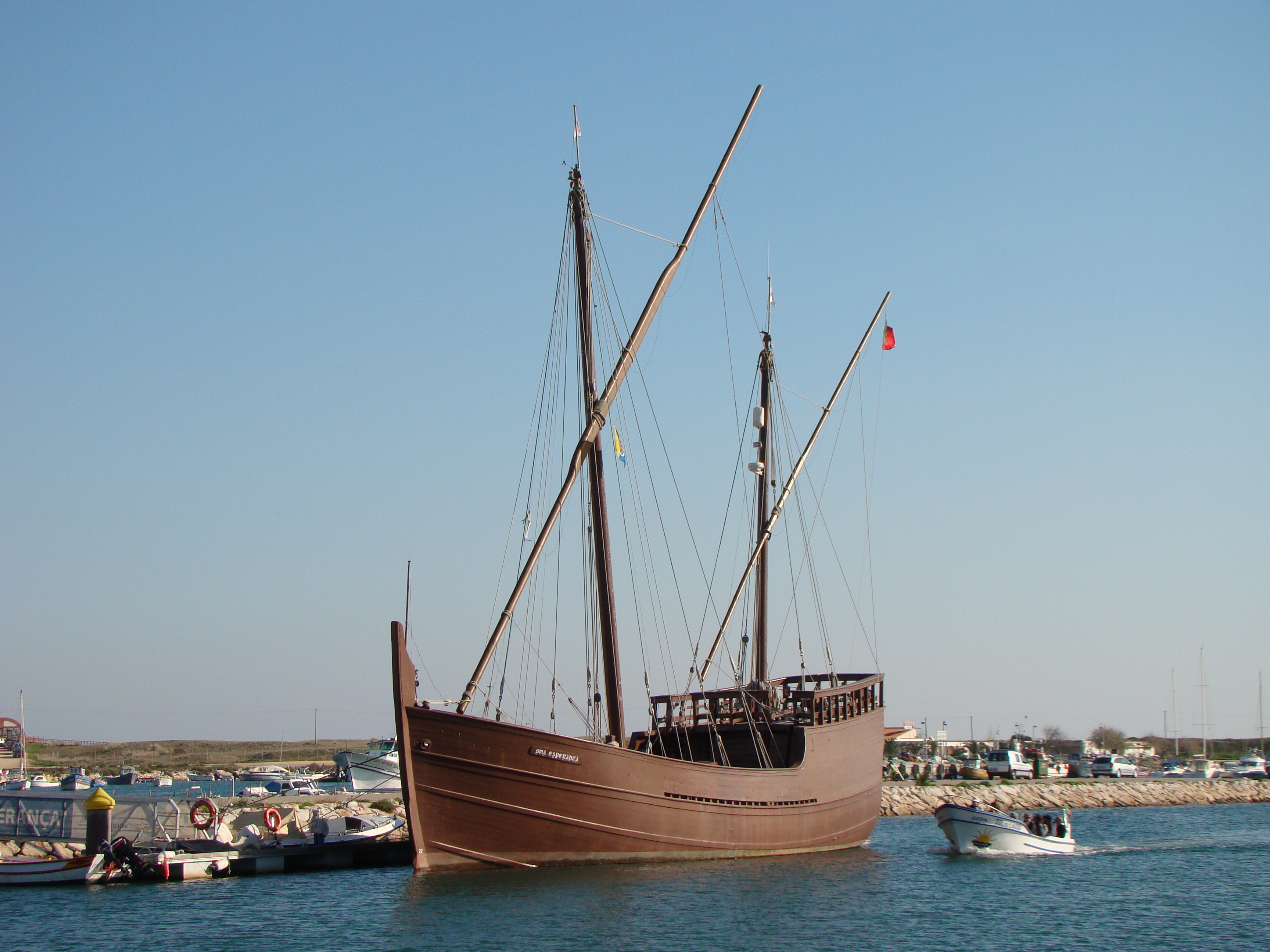
کشتی کاراول

کشتی‌های تیزرو که اولین بار توسط مسلمانان برای تردد در مدیترانه، دریای سرخ و اقیانوس هند ابداع شدند و قراول نامیده می‌شدند که بعدها توسط دریانوردان پرتغالی و سایرین مورد تقلید قرار گرفته، کاراول نامیده شدند. آن‌ها دارای دو یا حداکثر سه دکل با بادبان‌های مثلثی بودند.

### خشابه

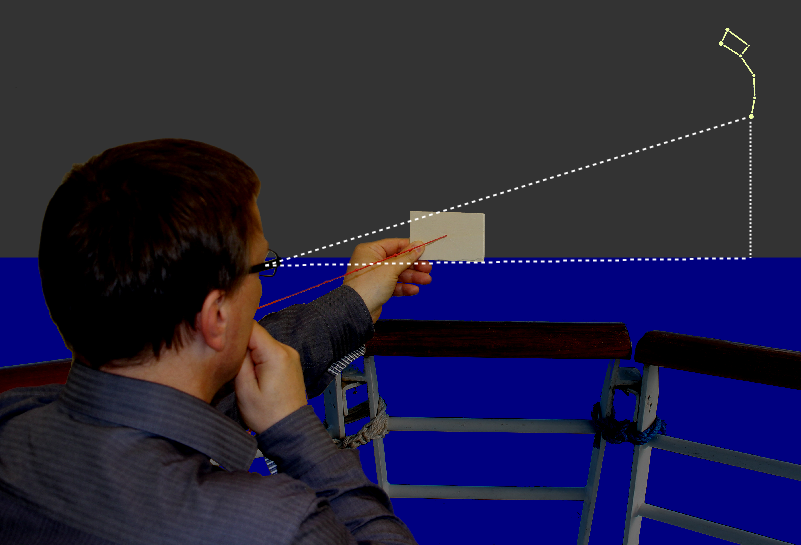
کاربرد خشابه برای اندازه‌گیری عرض جغرافیایی

خشابه ابزاری برای اندازه‌گیری عرض جغرافیایی یک نقطه از زمین توسط هدف‌گیری بر روی ستارهٔ قطبی است. اختراع این ابزار، مسلمانان دریانورد را قادر کرد در مسیر شمالی-جنوبی با اندازه‌گیری دقیق مسیریابی کنند.

### علم ناوبری
اختراع خشابه، ربع مجیب، قطب‌نما و نقشه‌های مدرج باعث شد که دریانوردان بتوانند به راحتی در طول و عرض جغرافیایی مسیرها را با اندازه‌گیری طول و عرض جغرافیایی پیدا کنند که از این نظر دریانوردان مسلمان، ناوبری را به علم تبدیل کردند.

## وسایل زمان‌سنج
مسلمانان تا قبل از اختراع ساعت‌های کنونی توسط اروپاییان، حدود ۲۵ نوع ساعت ساخته بودند.
خازنی و بنوموسی اقدامات زیادی را در زمینهٔ ساخت ساعت و وسایل اندازه‌گیری زمان و جرم و وزن مخصوص مایعات و شدت فلوی مایعات انجام دادند.

## طب و بهداشت

### آزمایش داروها
ابن سینا، اولین کسی بود که در کتاب قانون خود اعلام کرد برای آگاهی از اثرگذاری داروها باید آن‌ها را طی پروسه‌ای آزمایش کرد.

### اولین جواز طبابت و اولین نظام پزشکی
خلیفه مقتدر در سال ۹۳۱ میلادی تصویب کرد که برای طبابت، اخذ جواز لازم است که پس از امتحان و مصاحبه از طریق نظام پزشکی به طبیب داده می‌شود. وی سنان بن ثابت را به‌عنوان اولین رئیس نظام پزشکی تعیین نمود.

### دئودورانت
ابوالقاسم زهراوی در ۱۰۰۰ میلادی در کتاب التصریف روش تهیهٔ استوانه‌های جامد معطر را توضیح می‌دهد که اولین دئودورانت شناخته شده است.

### اختراع صابون
زکریای رازی، اولین کسی بود که روش استحصال گلسیرین از روغن زیتون و تهیهٔ صابون از آن را ارائه داد. از قرن نهم میلادی در سوریه صابون را با استفاده از روغن زیتون و سود تهیه کرده و به اقصی نقاط دنیا ارسال می‌کردند.

### تراشیدن ریش و اصلاح سر
زریاب برای نخستین بار تراشیدن ریش را در اسپانیای مسلمان قرن نهم میلادی رواج داد و همچنین تا زمان او زن و مرد موهای بلند و گیس داشتند. او اصلاح کردن به سبک امروزی را ابداع کرد و رواج آن در اسپانیا به بقیه اروپا سرایت کرد.

### شامپو

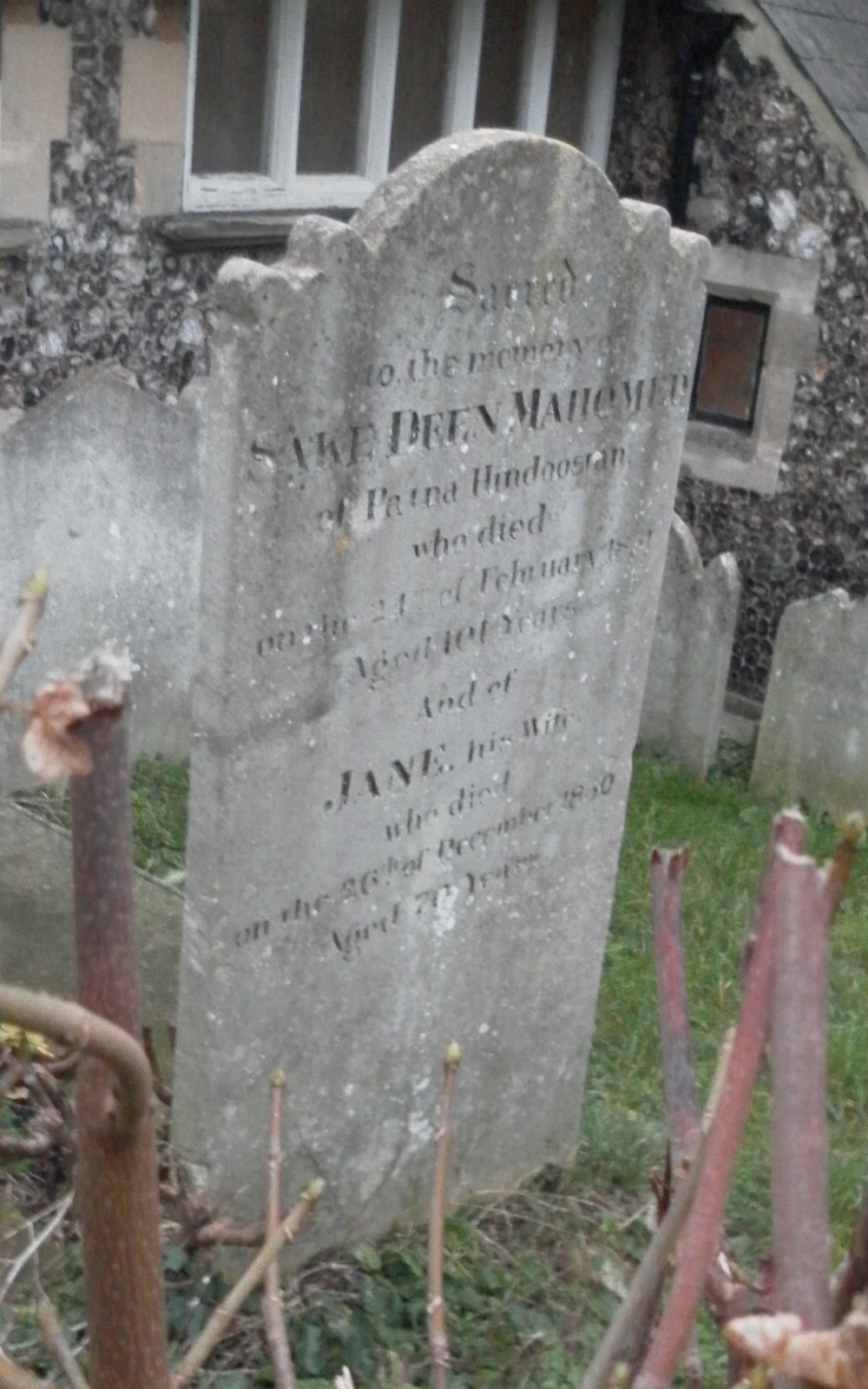
قبر دین محمد مبدع شامپو به اروپا در برایتون انگلستان

‌در سال ۱۸۱۴ میلادی یک مسلمان هندی به نام ساکه دین محمد در برایتون در انگلستان، یک حمام عمومی باز کرد و به‌کار بردن شامپو را به عنوان یک دوای گیاهی به اروپا وارد کرد.

### خمیردندان
زریاب، اولین خمیردندان معطر به شکل امروزی را در قرن نهم میلادی درست کرده در اسپانیای آن دوران گسترش داد.

### آسایشگاه روانی
در ۸۷۲ میلادی احمد ابن طلون اولین آسایشگاه روانی را در قاهره برپا کرد.

### سرنگ
عمار موصلی، اولین بار در قرن نهم میلادی از سرنگ شیشه‌ای برای بیرون کشیدن آب‌مروارید از چشم بیماران استفاده کرد.

### بیهوشی
زهراوی و ابن زهر اولین کسانی بودند که از اسفنج آغشته به مواد افیونی یا اسفنج بیهوشی، بیهوش کردن بیماران قبل از عمل جراحی استفاده کردند.

### تراکئوتومی

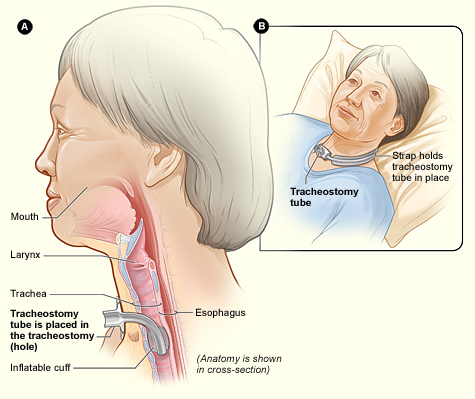
عمل تراکیوتومی یا لوله گذاری شکاف نای که اولین بار توسط ابن زهر اختراع شد

ابن زهر اولین کسی بود که عمل شکاف نای یا تراکئوتومی را بر روی یک بز انجام داد.

### کانول
زهراوی مخترع کانول برای گرفتن خون و تزریق مایعات به بدن بیمار بود.

کانول برای اولین بار توسط زهراوی اختراع شد

### نخ جراحی
زهراوی در ۱۰۰۰ میلادی نخستین کسی بود که استفاده از رودهٔ گربه برای جراحی را ابداع کرد که تا به امروز استفاده می‌شود.

### واکسیناسیون
خراشی در دست کودک ایجاد کرده و از همسایگانی که فرزندشان در حال بهبودی بود، اندکی از پوست آبلهٔ او را گرفته به آن محل می‌مالیدند تا میکروب تضعیف شده، وارد بدن شده و مصونیت ایجاد کند.

### ضدعفونی محل زخم
ابن سینا اولین کسی بود که چرک کردن محل زخم را ناشی از عوامل خارجی دانست و توسط شراب قوی و کهنه آن را ضدعفونی می‌کرد. پیدا کردن مجدد این کشف قرن‌ها طول کشید.

### شناخت بیماری هموفیلی
زهراوی در ۱۰۰۰ میلادی در کتاب التصریف اولین بار ماهیت ارثی هموفیلی را توضیح داد.

### مسری بودن بیماری‌ها
لسان‌الدین خطیب در قرن چهاردهم میلادی یعنی ۵ قرن قبل از پاستور مسری بودن بیماری‌ها را کشف کرد.

### جراحی

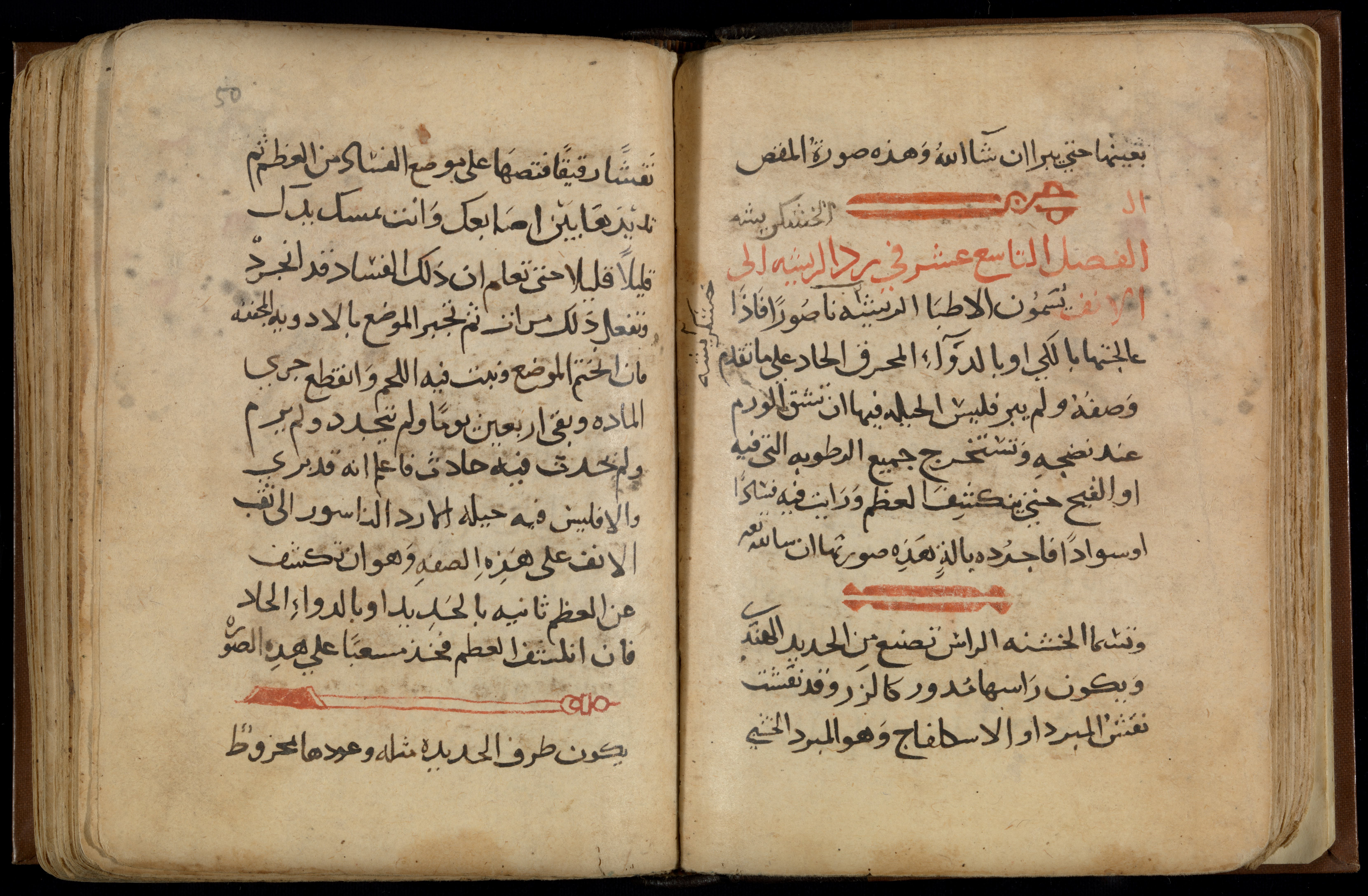
صفحه‌ای از کتاب التصریف

در حدود سال ۱۰۰۰ میلادی، زهراوی کتابی سی جلدی با ۱۵۰۰ صفحه به‌نام التصریف در مورد طبابت و فنون جراحی نوشت که تا پنج قرن در دانشگاه‌های اروپا تدریس می‌شد.

### آزمایش بر روی حیوانات
اولین کسی که آزمایش تجربی پزشکی بر روی حیوانات را ابداع کرد، دانشمند مسلمان اندلسی، ابن زهر بود که در قرن دوازدهم میلادی این روش را اختراع کرد.

### ابزار اتاق عمل
الزهراوی بیش از ۲۰۰ ابزار جراحی را اختراع کرد که شامل انواع مختلف چاقوی جراحی، جمع‌کننده، کورت، انبر، اسپکول و همچنین ابزارهایی است که برای روش‌های مورد علاقهٔ او در کوتریزاسیون و بستن آن‌ها طراحی شده است. او همچنین قلاب‌هایی با نوک دوگانه برای استفاده در جراحی اختراع کرد. بسیاری از این ابزارها قبلاً توسط هیچ جراح قبلی استفاده نشده بودند.

### جراحی میگرن
زهراوی اولین کسی بود که یک روش جراحی را برای بستن شریان تمپورال برای میگرن توصیه کرد این روش در قرن بیست و یکم توسط جراحان آفریقای جنوبی احیا شد.

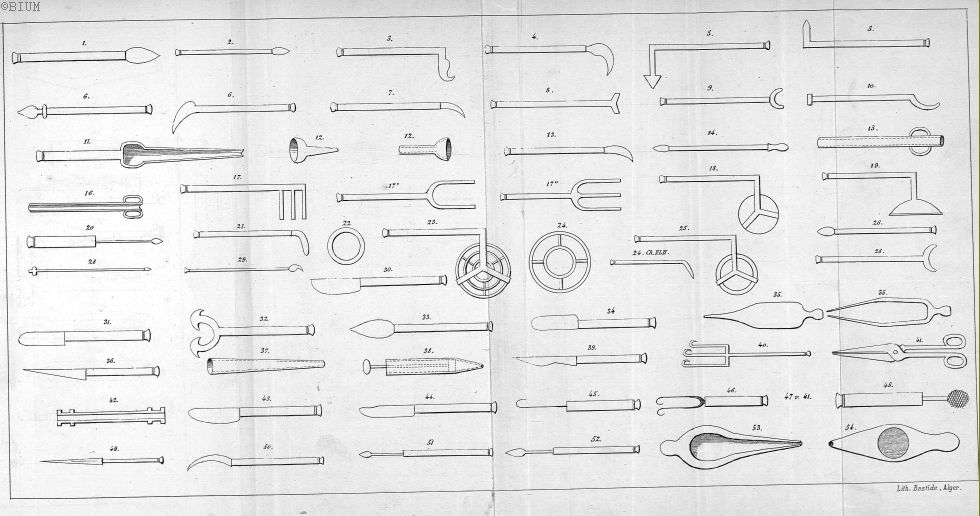
ابزارهای جراحی اختراع شده توسط زهراوی

### مفهوم بینایی
ابن هیثم اولین کسی بود که از طریق آزمایش پی برد که چشم، یک عضو غیرفعال و وسیلهٔ اپتیکی است که نورهای منعکس شده از اجسام را پردازش می‌کند تا قبل از او، طبق یک نظریهٔ یونانی، باور شده بود که چشم از خود نور یا سو دارد و به‌وسیلهٔ آن اجسام را درک می‌کند.

### تصلب اعصاب بینایی

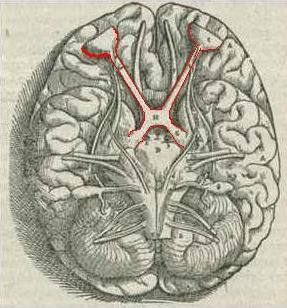
تصلب اعصاب چشمی در مغز انسان که توسط ابن هیثم و اسماعیل جرجانی کشف شد

اولین بار ابن هیثم در قرن یادزهم میلادی نظریهٔ تصلب (عوض شدن) اعصاب چشم‌های راست و چپ قبل از رسیدن به مغز را بیان کرد و اسماعیل جرجانی در قرن دوازدهم میلادی این نظریه را تکمیل کرد.

### اختراع حروف برجسته برای نابینایان
زین‌الدین آمدی، دانشمند و کتاب‌فروش نابینای اهل بغداد در قرن چهاردهم میلادی برای اولین بار یک سیستم الفبای برجسته اختراع کرد که پنج قرن قبل از اختراع خط بریل است و شباهت‌هایی به آن دارد.

### نظریهٔ لوله گوارش
ابن ابی الاشعث در ۹۵۹ میلادی (۹۰۰ سال قبل از این‌که ویلیام بومانت نظریهٔ جهاز هاضمه را عرضه کند) با بررسی سیستم گوارش یک شیر زنده و کالبد  شکافی آن به چگونگی کارکرد لوله گوارش پی برد و آن را در کتاب خود شرح داد.

### سیستم گردش خون

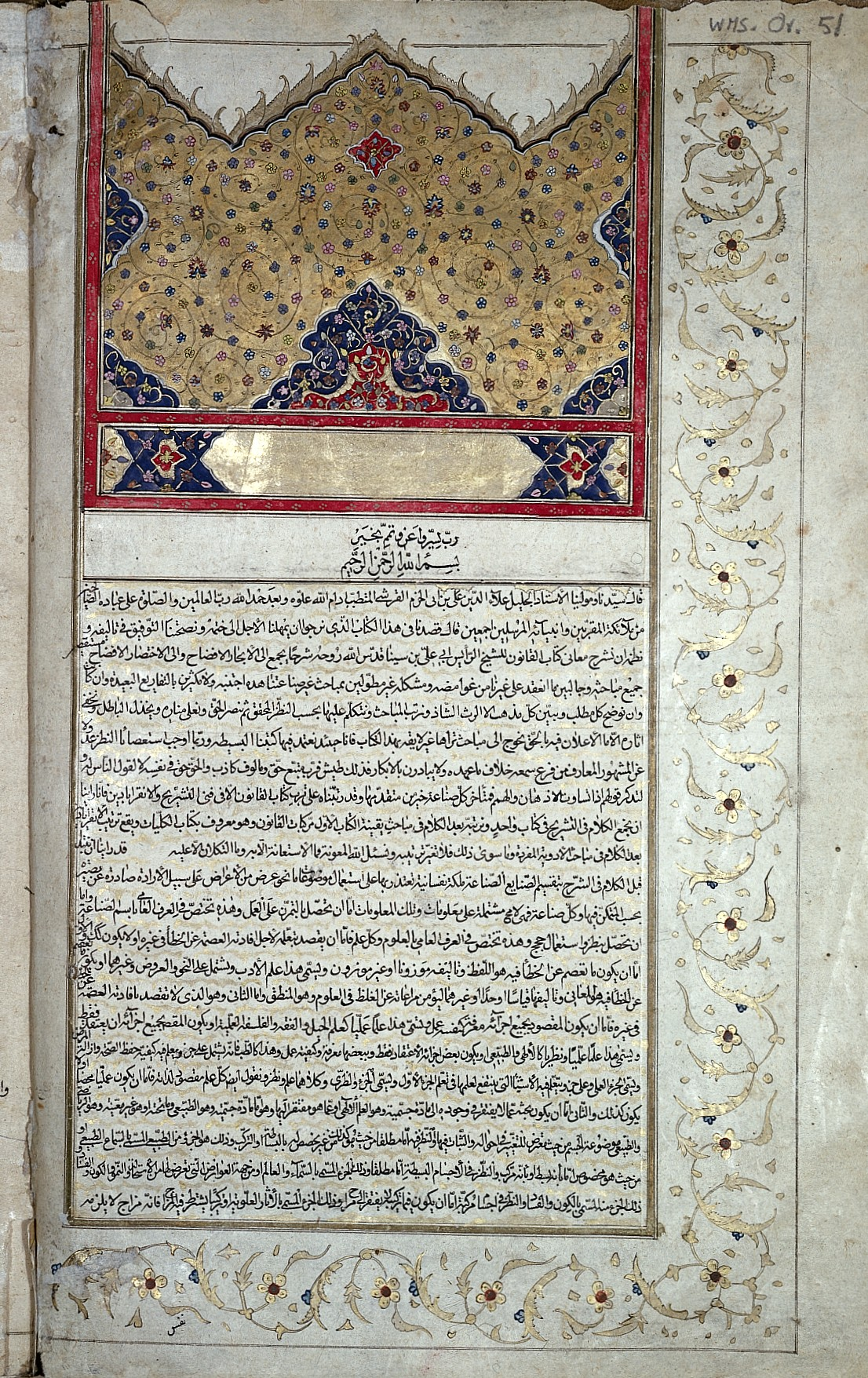
صفحه‌ای از شرح ابن نفیس بر کتاب قانون

ابن نفیس در شرحی که برای کتاب قانون این سینا می‌نویسد: نظریه جالینوس را در گردش خون رد کرده و نظریه جدیدی ارایه می‌دهد که بر مبنای آن ریه در مسیر گردش خون از قلب قرار دارد. از این نظر او چهار قرن جلوتر از ویلیام هاروی سیستم گردش خون را کشف کرده است.
قسطا بن لوقا به‌طور جداگانه در قرن نهم میلادی سیستم گردش خون را کشف کرده است.

### واگیر بودن سل
ابن ربن طبری در قرن نهم میلادی واگیر بودن بیماری سل ریوی را کشف کرد که به جلوگیری از انتشار آن بسیار کمک نمود.

### نخستین دایرةالمعارف پزشکی
ابن ربن طبری در قرن نهم میلادی نخستین دایرةالمعارف پزشکی را بنام فردوس الحکمه نوشت.

### کاشتن دندان
زهراوی، اولین کسی است که در تاریخ دندان پزشکی، کاشت دندان را انجام داد.

### جرم‌گیری دندان
زهراوی، اولین کسی است که ابزاری برای برداشتن جرم دندان برای جلوگیری از بیماری لثه اختراع کرد.

### زنجیره غذایی
جاحظ در قرن نهم میلادی در کتاب الحیوان خود زنجیره غذایی را شرح می‌دهد که چطور از حیوانات بالاتر به پست‌تر رسیده به نباتات ختم می‌شود.

### آداب غذا خوردن
گفته شده است که این زریاب بود که در قرن نهم میلادی روش غذا خوردن مرحله ای (سوپ - غذای اصلی -دسر) را در اسپانیا (اندلس) ابداع کرده و رواج داد تا از آنجا به بقیه اروپا سرایت کند.

## اختراعات دیگر

### بسته‌بندی کاغذی
در سال ۱۰۳۵ میلادی، یک جهانگرد ایرانی در روزنامه خاطرات خود نوشت که در قاهره فروشندگان میوه و مواد غذایی آن را در بسته‌بندی کاغذی به مشتری ارائه می‌دهند.

## علوم انسانی
از آنجا که حکمت به حکمت نظری و عملی تقسیم می‌شود و تدبیر منزل و سیاست مدن ۲ قسمت اصلی حکمت عملی می‌باشد می‌توان به جد گفت تمام حکمای اسلامی نظریات اقتصادی، سیاسی، فرهنگی و ارتباطاتی داشته‌اند که این از افتخاراتی است که مسلمین در سایهٔ اسلام کسب کرده‌اند

### اولین دانشگاه
دانشگاه قرویین در شهر فز در مراکش، اولین دانشگاهی محسوب می‌شود که مدرک تحصیلی به فارغ التحصیلان خود اعطا می‌کرده است و از ابتدای تأسیس تا به الآن در حال فعالیت است. این دانشگاه و مسجد در سال ۸۵۹ میلادی توسط بانوی نیکوکار عرب فاطمه فهری ایجاد شد و این رکورد در فهرست رکوردهای گینس و همچنین یونسکو ثبت شده است.
دانشگاه الازهر (در عربی:جامعه الأزهر الشریف) که در بین سال‌های ۹۷۰ تا ۹۷۲ به‌عنوان یک دانشگاه در شهر قاهره مصر پایه‌گذاری شد. امروزه این دانشگاه، مرکز اصلی ادبیات عربی و علوم اسلامی اهل تسنن در جهان است. این دانشگاه مصری هم به عنوان یکی از قدیمی‌ترین دانشگاه‌های جهان شناخته می‌شود.

### جواز تدریس
تنها شاگردانی حق تدریس دروس استاد را در آینده داشتند که توسط او به آن‌ها مدرک یا جواز تدریس داده می‌شد.

### هیئت علمی
اولین بار مسلمین در دانشگاه‌های خود هیئت علمی یا آکادمی به‌وجود آوردند.

### دانشکده یا فکولتی
اولین بار مسلمین، دانشگاه‌های خود را بر اساس رشته به دانشکده یا فاکولته‌های مختلف تقسیم کردند که بعدها در دانشگاه‌های اروپا رسم شد.

### اولین کتاب شطرنج
اولین کتاب در مورد شطرنج را العدلی رومی در قرن نهم میلادی نوشت.

### اولین کتاب آشپزی
ابن سیار الوراق در حدود ۹۶۰–۹۴۰ میلادی، اولین کتاب آشپزی را بنام کتاب الطبیخ منتشر کرد که شامل ۱۳۲ فصل بود.
محمد بن حسن البغدادی کتاب آشپزی کتاب الطبیخ را در سال ۱۲۲۶ میلادی نوشت. کتاب حاوی ۱۶۰ دستور غذا بود.

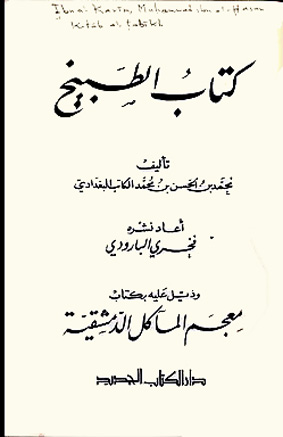
کتاب الطبیخ

### فلسفه
فارابی و ابن سینا و غزالی از فلاسفه دوران طلایی اسلام بودند که بر روی فلسفه غرب تأثیر زیادی گذاشتند.
خواجه نظام الملک کتاب سیاست‌نامه خود را حدود پنج قرن قبل از ماکیاولی نوشت.
یحی ابن بطریق در قرن دهم میلادی کتاب سرالاسرار، پرخواننده‌ترین کتاب در اروپا از قرن سیزدهم تا شانزدهم میلادی، نوشت.

### ادبیات
ترجمه متون مهم به عربی مانند کلیله و دمنه یا هزار و یک شب.

### جامعه‌شناسی
ابن خلدون اولین جامع‌شناس تاریخ است. او کتاب «العبر و دیوان المبتداء و الخبر فی ایام العرب و العجم و البربر» را نوشت. این کتاب مقدمه بسیار معروفی دارد و در آن به‌خوبی می‌توان دانش و چندبعدی بودن ابن خلدون را مشاهده کرد. او به رویکرد انتقادی و تحلیلی بسیار اهمیت می‌داد.

## کشاورزی

### انقلاب زراعتی قرون میانه
روشهای آبیاری، کشاورزی و محصولات جدیدی که اولین بار توسط مسلمانان به اروپا آورده شدند باعث بروز انقلاب شگرفی در تعدد محصولات کیفیت و میزان محصولات کشاورزی شد که از آن به‌عنوان انقلاب زراعتی عربی یاد شده است. اولین بار آنتونیو گارسیا ماسیرا در ۱۸۷۶، این اصطلاح را بکار برد و در سال ۱۹۷۴، اندرو واتسون مورخ آن را در یک رساله اثرگذار بکار گرفت.
مسلمانان از سه راه به گسترش کشاورزی کمک کردند:
1. انتشار کتب فلاحت توسط دانشمندانی مثل ابن وحشیه -ابن بصال، ابن العوام و سایرین که روش‌های فلاحت و خصوصیات محصولات و بیماری‌های آنها و خصوصیات زمین‌ها را شرح می‌داد
2. وارد کردن آبیاری مکانیزه
3. وارد کردن محصولات جدید کشاورزی

### اولین کتب در مورد کشاورزی

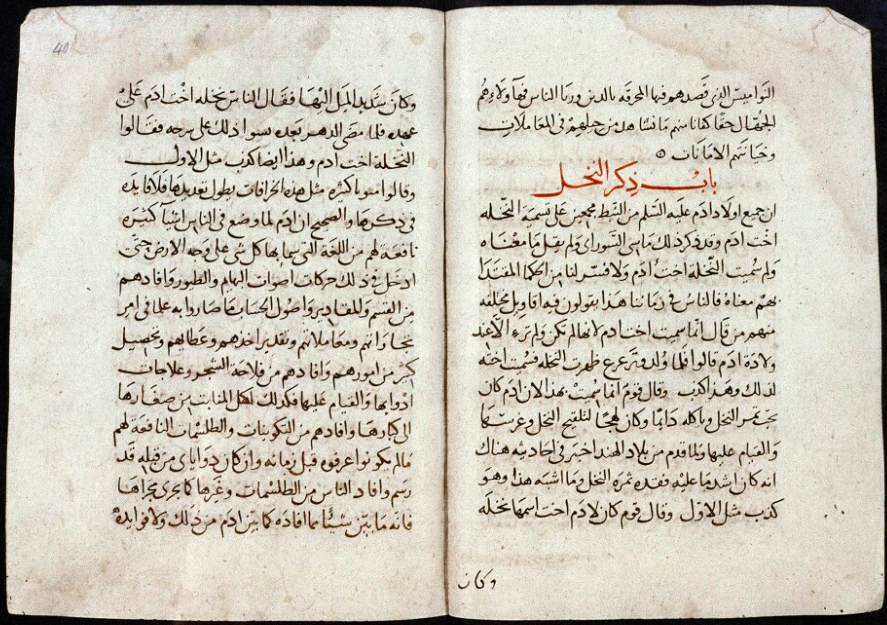
برگی از فلاحه النبطیه اثرگذارترین کتاب زراعتی در اروپای قرون وسطی

اولین کتاب در مورد روشهای کشاورزی را ابن وحشیه در قرن دهم میلادی نوشت که کتاب الفلاحه النبطیه نام داشت.
به دنبال وی دانشمندان زیادی مثل ابن بصال و ابن زهر و ابن العوام و دیگران کتاب‌های فلاحت نوشتند که حاوی اطلاعات ارزشمندی در مورد نحوه آبیاری، کشت، برداشت، بیماری‌های گیاهان و خاک‌های مختلف بود که انتشار آنها کمک فراوانی به افزایش محصولات و بهبود اقتصاد اروپا کرد.

#### کشت نوبتی
چرخش محصول یا کشت نوبتی محصولات کشاورزی در یک زمین برای غنی نگه داشتن آن زمین را اولین بار ابن بصال و ابن العوام (ابوالخیر اشبیلی) در کتاب‌های خود ذکر کردند.

#### کشت همراه
کشت همراه دو محصول در یک مکان که باعث سود بردن دو گیاه از یکدیگر می‌شود را نیز اولین بار ابن بصال و ابن العوام ذکر کردند.

#### طبقه‌بندی خاک
در قرن یادزهم میلادی ابن بصال در رساله ای علمی انواع خاک‌ها را بر اساس خصوصیات آنها به ده نوع تقسیم کرد که برای گسترش کشاورزی مفید بود.

#### پیوند زنی
اولین بار ابن العوام در کتاب الفلاحت خود روش پیوند زدن گیاهان را آموزش داد.

### آبیاری مکانیزه
اولین بار مسلمانان روشهای آبیاری مکانیزه توسط نیروی حیوانات اهلی، نیروی باد و نیروی آب را به اسپانیا وارد کردند که باعث رسیدن آب به سرزمین‌های بلند و دوردست و افزایش قابل توجه میران محصولات شد.

#### ساقیه

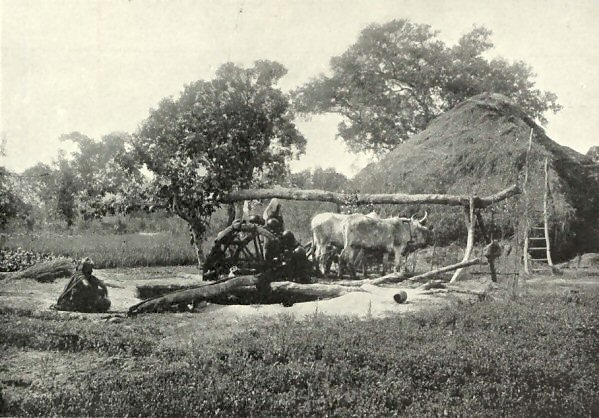
ساقیه

ساقیه وسیله ای است که توسط یک حیوان اهلی به گردش درآمده و چرخی که به آن سطل‌هایی متصل است از طریق این چرخش آب را از محلی به محل بالاتر انتقال می‌دهد و نوعی آبیاری مکانیزه ایجاد می‌کند. این وسیله توسط مسلمانان به اسپانیا آورده شد و باعث افزایش قابل توجه سطح زیر کشت شد.

#### نوریه

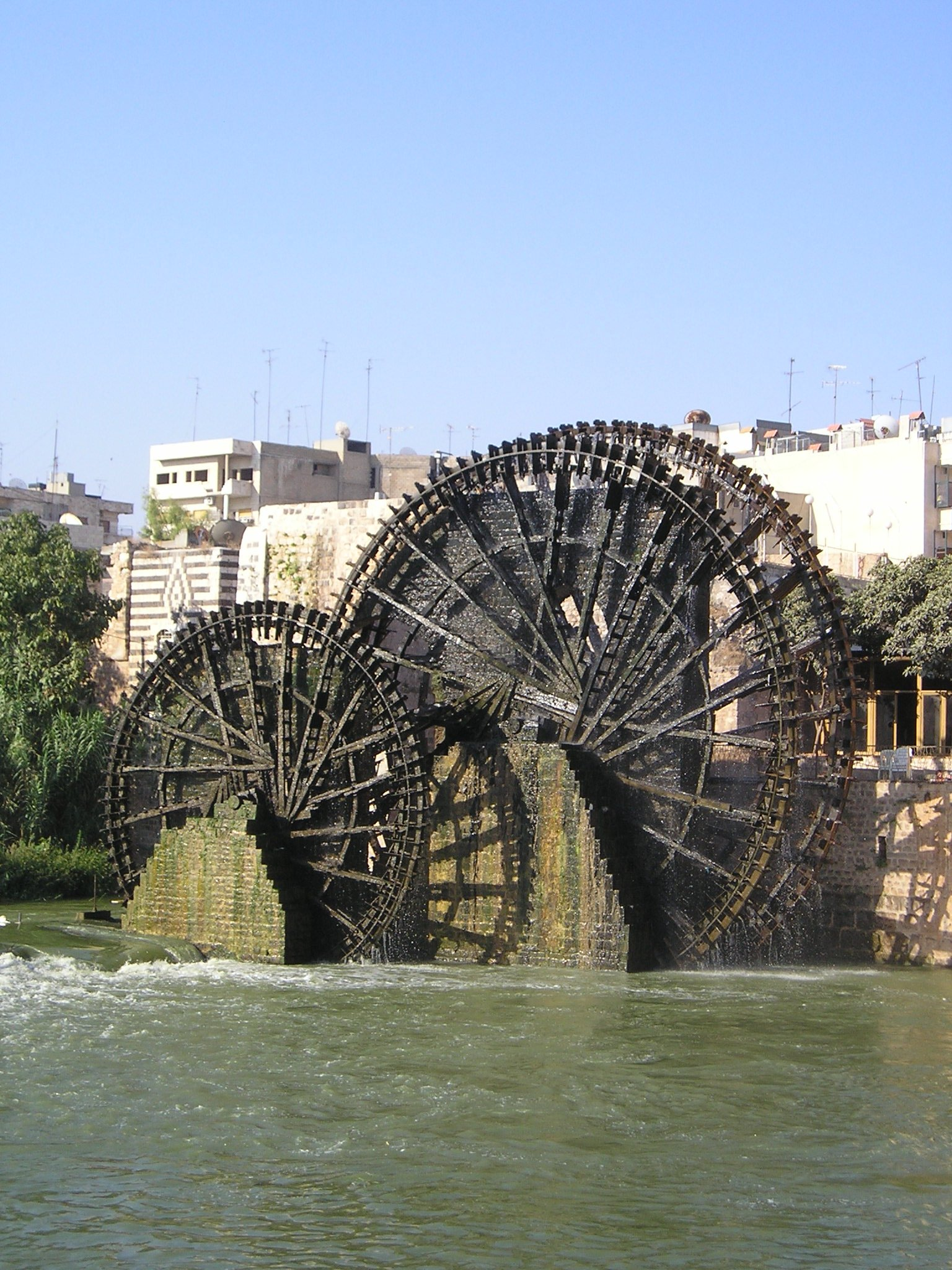
نوریه‌های حمات

نوریه یک توربین است که با نیروی آب رودخانه به حرکت درآمده و آب را از جایی با جای دیگری منتقل می‌کند. به گفته یک گردشگر که در قرن سیزدهم میلادی از اندلس بازدید کرده بود، تعداد ۵۰۰۰ نوریه در آن شهر فعال بوده‌اند که هنوز ۱۷ عدد از آن‌ها بنام نواعیر حمات موجود هستند.

### وارد کردن محصولات جدید
اندرو واتسون، ۱۸ محصول جدید را نام می‌برد که مسلمین به اروپا وارد کردند از قبیل نارنج، لیمو، نارنگی، نیشکر، پنبه، برنج و انبه که کشت آن‌ها بسیار به سود دهی و گسترش کشاورزی اروپا کمک کرد.